# Pinacoteca Tosio Martinengo
La Pinacoteca Tosio Martinengo è una galleria d'arte antica e moderna ospitata nello storico palazzo Martinengo da Barco e situata in piazza Moretto a Brescia, in pieno centro storico cittadino.
Il museo espone un considerevole patrimonio artistico, che spazia da opere gotiche e tardo gotiche del pieno Trecento e Quattrocento, sino alle opere dell'Ottocento e del Romanticismo di Francesco Hayez e Antonio Canova. Il nucleo più considerevole dei dipinti esposti, tuttavia, è costituito dalla corrente artistica della pittura rinascimentale bresciana, rappresentata da maestri quali il Romanino, Il Moretto e Giovanni Gerolamo Savoldo. Degno di nota è anche la sezione dedicata alla pittura settecentesca di Giacomo Ceruti, conosciuto come il Pitocchetto, il pittore lombardo più importante del XVIII secolo.
Nel 2018 si è concluso l'intervento di riqualificazione della pinacoteca, chiusa da diversi anni e rinnovata in tutti i suoi ambienti e nelle sue sale espositive. Nel corso del 2022, tra l'altro, sono state effettuate nuove acquisizioni di opere d'arte riguardanti il Settecento lombardo, con nuovi dipinti e un nuovo allestimento delle opere di Giacomo Ceruti.
La pinacoteca bresciana inoltre rientra, assieme alle altre istituzioni museali di Palazzo Tosio e del Museo del Risorgimento Leonessa d'Italia, nella rete dell'800 Lombardo.

## Storia

### La collezione del conte Tosio e palazzo Tosio

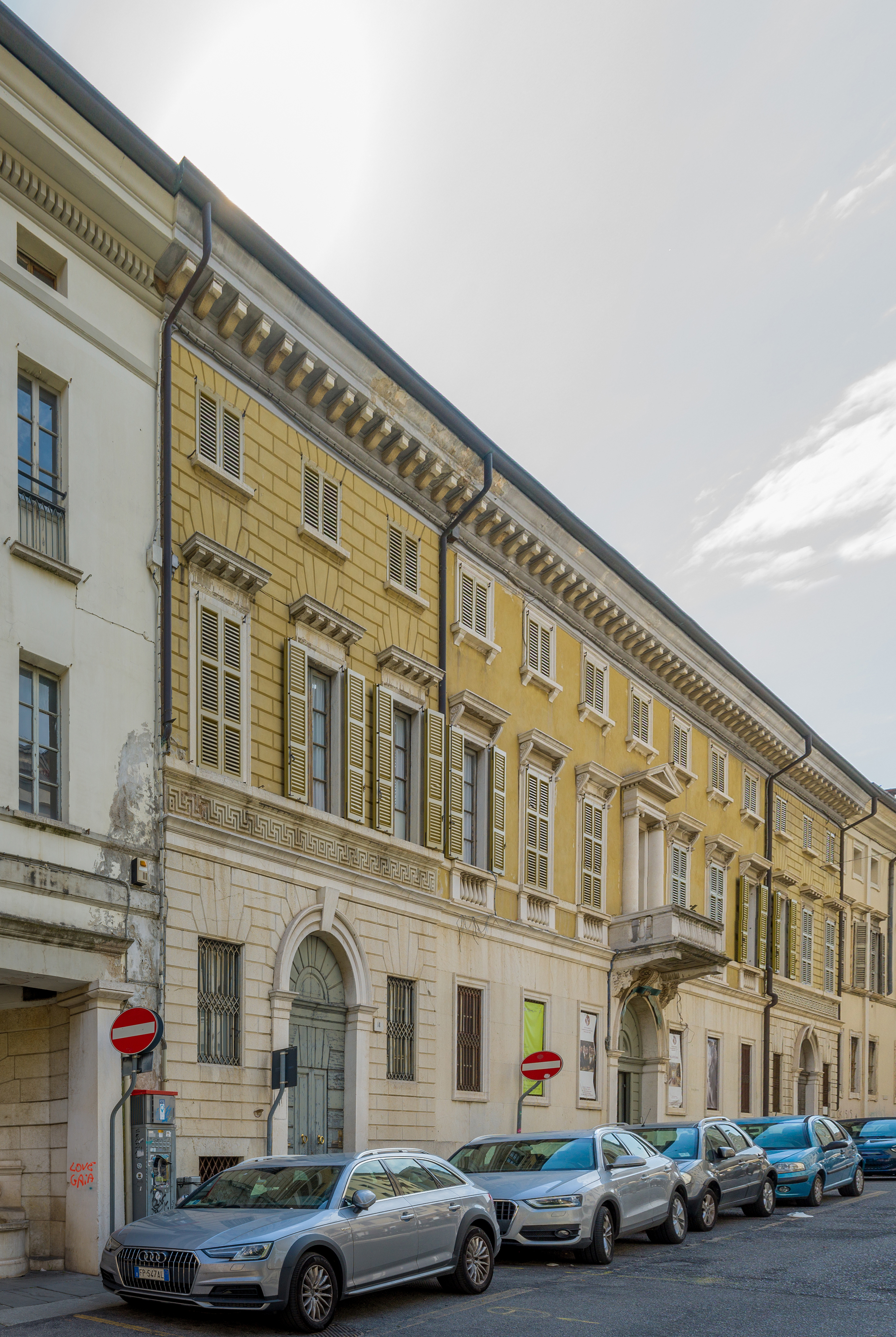
La facciata di palazzo Tosio progettata dall'architetto Rodolfo Vantini.

Il conte e collezionista Paolo Tosio decise di allestire in palazzo Tosio, dimora di sua proprietà progettata e ideata nel corso dell'Ottocento dall'architetto Rodolfo Vantini, una prima pinacoteca civica, che volle nel 1832 legare al comune di Brescia tramite lascito testamentario.

Il palazzo dello stesso nobile bresciano era arrivato, nel corso degli anni, ad ospitare una ricca ed eterogenea collezione di opere d'arte, con dipinti della pittura cinquecentesca italiana appartenenti, tra gli altri, a Raffaello, al Moretto, al Lotto e al Savoldo. Ciononostante, erano comunque presenti svariati dipinti della scuola fiamminga e della pittura olandese del XVI e XVII secolo, oltre che della corrente neoclassica e romantica. Questo considerevole patrimonio artistico, per volontà testamentaria dello stesso conte Tosio, fu donato all'autorità comunale «onde siano conservati perpetuamente in Brescia stessa a pubblico comodo». Alla morte della moglie del conte, inoltre, si aggiunse a questo cospicuo lascito anche la stessa dimora nobiliare:
(Roberta D'Adda (a cura di), Pinacoteca Tosio Martinengo, p. 31.)

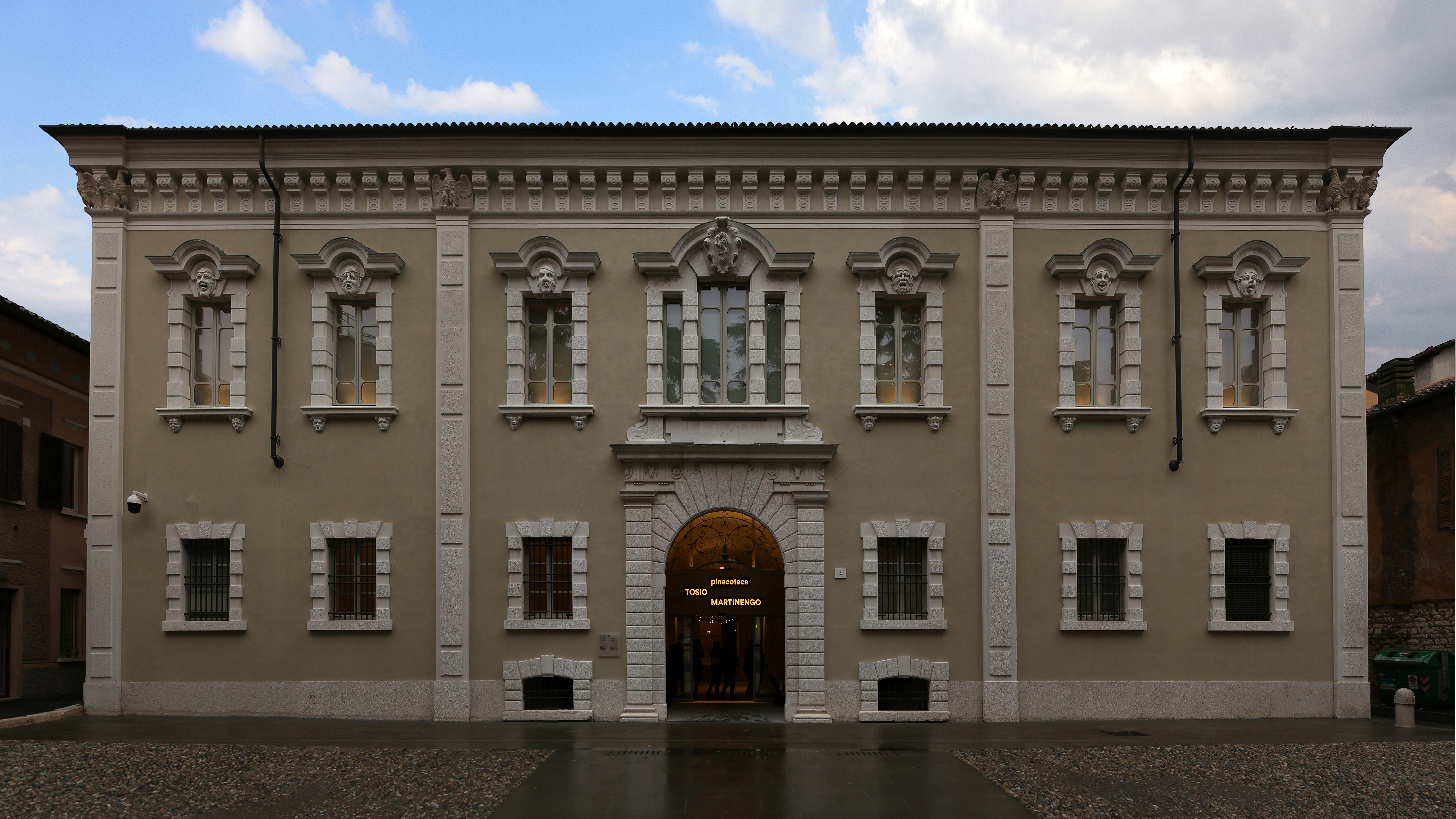
La facciata della pinacoteca progettata da Antonio Tagliaferri in una visione d'insieme.

Si venne dunque a creare, a seguito della trasformazione della galleria Tosio in bene pubblico, un primo esempio di pinacoteca civica, nonché la prima raccolta pubblica d'arte contemporanea in Italia. Nel 1851 la stessa galleria fu aperta al pubblico, mantenendo tra l'altro l'originaria disposizione delle opere e degli arredi del palazzo. La collezione di opere esposte aumentò sensibilmente grazie al trasferimento di pale d'altare ed affreschi da chiese cittadine soppresse (tra le altre, la chiesa di San Domenico, la chiesa di San Barnaba, il santuario della Madonna delle Grazie e la chiesa di Santa Maria dei Miracoli) da palazzi e dimore signorili demolite oltre che da edifici municipali.
Alcuni illustri cittadini bresciani, inoltre, tra i quali Camillo Brozzoni, Alessandro Sala, senza trascurare la stessa famiglia Calini, donarono un'ingente quantità di collezioni ed opere private. Tra questi va citato anche il nome del collezionista Antonio Pitozzi che, nel 1844, chiese che i ventisei oggetti di pittura e scultura che aveva intenzione di donare «non abbiano a collocarsi nella galleria del benemerito fu C.te Tosio, ma bensì in separato, modesto locale, lusingandosi che con ciò possa avere origine la desiderata Civica Pinacoteca, della quale ancora difetta questa R. Città».
Le aspirazioni espresse dal Pitozzi trovarono una concreta attuazione solo a seguito del lascito testamentario del conte Leopardo Martinengo.

### La collezione del conte Martinengo e la Pinacoteca Martinengo

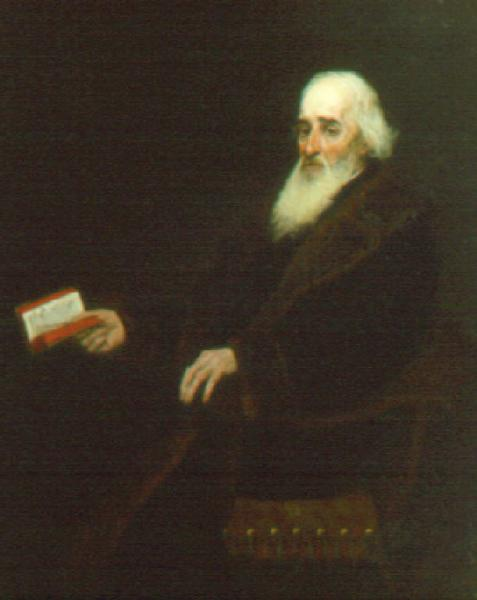
Il conte Leopardo Martinengo in un ritratto di Modesto Faustini.

Infatti, nel 1884, il conte Leopardo Martinengo da Barco, senatore, patriota e dotto uomo di cultura, tramite lascito testamentario fece dono al comune dell'omonimo palazzo di sua proprietà, oltre che della propria biblioteca, delle proprie collezioni scientifiche e di opere d'arte: tra le tante, si annoveravano nella sua collezione dipinti di Vincenzo Foppa, del Ferramola, di Paolo da Caylina il Giovane, del Savoldo e del Romanino, oltre che del Moretto e di Lattanzio Gambara; senza poi contare le innumerevoli medaglie pontificie, alcune di epoca classica ed una ricca raccolta di libri e manoscritti poi trasferita alla biblioteca queriniana.
In un primo momento, dunque, si decise di trasferire in questa sede le collezioni di privati non pertinenti a quella originaria del conte Tosio: dopo che tra il 1889 e il 1898 furono effettuati lavori di adeguamento strutturale da Antonio Tagliaferri, fu infine inaugurata la Pinacoteca Comunale Martinengo. Nell'occasione, fu anche creata di fronte ad essa l'odierna piazza Moretto, abbellita con l'erezione del monumento al Moretto ad opera di Domenico Ghidoni.
Restituita alla galleria Tosio la sua integrità originaria, dunque, la stessa pinacoteca aperta negli spazi di palazzo Martinengo fu consacrata a tempio della scuola pittorica bresciana: la nuova collezione, infatti, aveva il suo cuore pulsante nel suo grande salone che, nella sua visione complessiva, portò lo storico dell'arte Gustavo Frizzoni a dire:
(Roberta D'Adda (a cura di), Pinacoteca Tosio Martinengo, pp. 38-41.)

### La Pinacoteca Tosio-Martinengo

L'ingresso monumentale della pinacoteca bresciana su via Martinengo da Barco.

Già a partire dal 1888, tuttavia, l'assessore del comune di Brescia Pertusati commissiona il trasporto di diverse opere dalla galleria Tosio alla pinacoteca Martinengo. Inoltre, nel 1893, la neonata pinacoteca Martinengo ebbe modo di ospitare altre collezioni private come quelle della galleria Faustini: è già nel settembre del medesimo anno, comunque, che il ministro della Pubblica Istruzione esorta le autorità comunali affinché fosse creata un'unica pinacoteca civica. Nel corso del 1900, nonostante l'opposizione dei conti Zuccheri, eredi del conte Tosio, sono molte le opere trasferite appunto da palazzo Tosio a quello Martinengo. L'11 luglio, a sancire definitivamente il trasferimento di sede nel palazzo di via Moretto, il comune vota all'unanimità la collocazione delle opere all'interno appunto di palazzo Martinengo. A favore di questa operazione museale si conta anche il parere favorevole di Adolfo Venturi e Corrado Ricci. La creazione della nuova pinacoteca viene anche formalizzata tramite un accordo con gli eredi dei conti Tosio, oltre che con una delibera comunale del 12 marzo 1903: nasceva così la "Civica Pinacoteca Tosio-Martinengo". Nel 1906 l'unione è formalizzata e nel 1908 la sede riapre al pubblico.
Inoltre il pittore Giuseppe Ariassi, tra l'altro allievo di Francesco Hayez e maestro di Francesco Filippini, fu il presidente della pinacoteca Tosio Martinengo per oltre trent'anni; ebbe anche modo di dirigere personalmente la scuola di disegno ad essa annessa, oltre che essere il principale organizzatore, nel 1878, dell'«Esposizione della Pittura Bresciana» allestita nella rinascimentale crociera di San Luca.

#### Il riassetto delle opere e delle sale all'inizio del Novecento

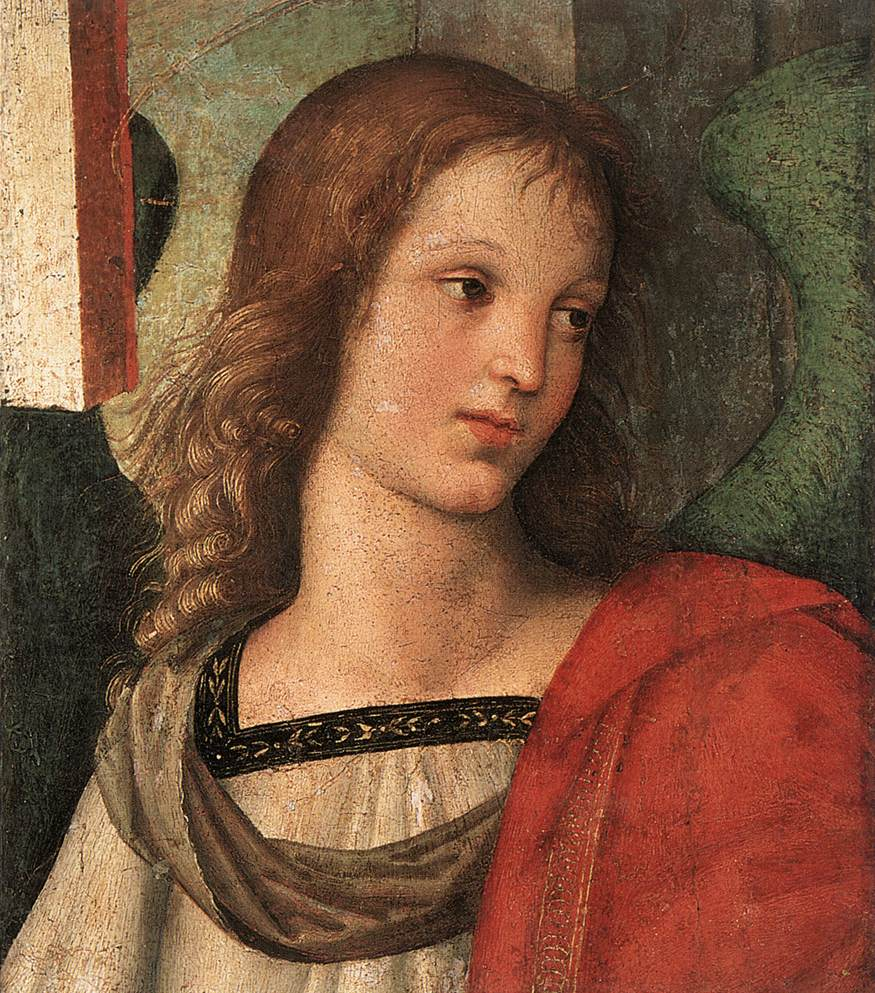
L'Angelo dipinto da Raffaello e conservato nelle collezioni della pinacoteca

Nel frattempo la collezione si era arricchita di molte opere, frutto perlopiù di lasciti testamentari di privati o di famiglie, tra i quali si annovera, nel 1920, l'acquisizione di preziosi dipinti e stampe giapponesi dei Fè-d'Ostiani, portata in Italia dal conte Alessandro Fè d'Ostiani. Nel 1912, d'altro canto, gli studi del tedesco Oskar Fischel rivelarono la presenza, tra le collezioni della pinacoteca, dell'Angelo che un tempo fece parte della pala Baronci di Città di Castello, opera di Raffaello Sanzio. Senza aspettare conferme circa la paternità dell'opera, alcuni ignoti tentarono, nella notte tra il 30 aprile ed il 1º maggio, di rubare il dipinto. Nel settembre dello stesso anno poi, grazie a studi più approfonditi da parte di Corrado Ricci e Luigi Cavenaghi, l'attribuzione fu certamente attribuita all'urbinate.
Nel 1914, inoltre, grazie all'intervento di Giulio Zappa e del suo aiutante, Ettore Modigliani, fu cambiata la disposizione delle sale e del percorso espositivo, da allora più logico e lineare nella sua interezza, dato che partiva dalle opere più antiche per arrivare a quelle più cronologicamente vicine: furono anche esposti molti dipinti prima conservati nei magazzini, tra i quali lo stesso Angelo raffaellesco e un Cristo colla croce proveniente dalla chiesa di Santa Maria in Solario. Oltre a ciò, furono anche collocati nei saloni centrali le opere del Romanino e del Moretto. Furono anche murate le finestre ed aperti ampi e spaziosi lucernari, benché comunque l'operazione venne interrotta a causa dello scoppio della prima guerra mondiale: il 22 maggio 1915, infatti, la pinacoteca fu chiusa al pubblico e le opere più preziose trasferite a Roma.
La pinacoteca venne riaperta già nel 1916 in occasione di un'esposizione sulla pittura del Rinascimento lombardo; ciononostante, riaprì ufficialmente al pubblico soltanto nel 1920. Attorno al 1925 e fino al 1927, inoltre, Giorgio Nicodemi riorganizzò lo schema espositivo della pinacoteca.

#### Lo scoppio della seconda guerra mondiale
Nel 1939 fu istituita una commissione formata da studiosi dell'arte quali Fausto Lechi, Gaetano Panazza e Virgilio Vecchia affinché fossero riordinate le opere e la disposizione delle stesse, in occasione di una nuova mostra incentrata sulla pittura bresciana nel Rinascimento; tuttavia, a seguito dello scoppio della seconda guerra mondiale, il tutto si interruppe. Molte opere infatti furono sfollate in diversi luoghi, nel corso del 1941: nella Villa Fenaroli di Seniga, in quella Lechi di Erbusco, nel abbazia di Rodengo-Saiano ed anche fuori provincia.
Il 15 ottobre 1946 la pinacoteca poté finalmente riaprire al pubblico e venne inaugurato, nel 1953, un nuovo riassetto dei dipinti fortemente voluto da Alessandro Scrinzi, allora direttore, oltre che da Giovanni Vezzoli e anche da Fausto Lechi.

### La sistemazione e riqualificazione della pinacoteca

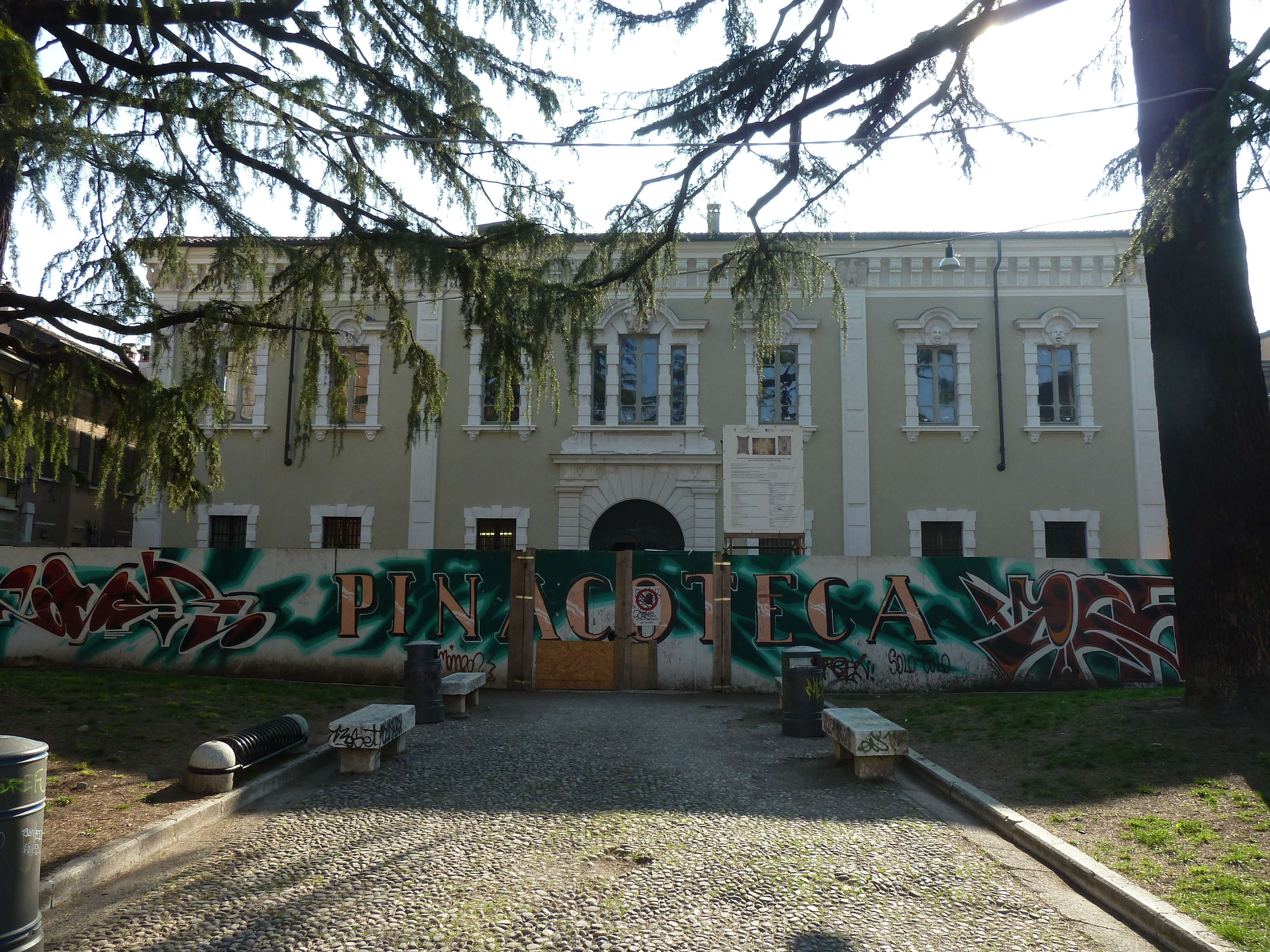
La pinacoteca in fase di ristrutturazione, prima della riapertura definitiva nel 2018.

Chiusa già nel 1969, comunque, la pinacoteca venne chiusa al pubblico per lavori di restauro e riaperta subito dopo, nel 1970. In quell'occasione si rinnovarono gli impianti d'illuminazione e si pulirono gli stucchi, senza contare gli innumerevoli restauri di dipinti ed affreschi effettuati; anche nel 1990 venne intrapresa una vasta operazione di restauro che si concluse solo nel 1994.
La pinacoteca, nel frattempo, aveva avuto modo di arricchirsi di pregevoli opere, tra le quali, per esempio, il ritratto di giovane flautista del Savoldo, la cosiddetta Pietà del Foppa, oltre che il Ritratto di dama e i Dieci busti di profeti del Moretto e alcune delle tele che costituivano il nucleo dei ciclo di Padernello di Giacomo Ceruti.
Chiusa infine dal 2009, il 17 marzo 2018 la pinacoteca è stata riaperta dopo un lungo restauro. Nel corso del 2022, tra l'altro, una nuova serie di lasciti testamentari, donazioni e depositi ha portato al rinnovamento totale della sezione dedicata al Settecento, dedicata in particolare alla pittura della realtà di Giacomo Ceruti.

## Percorso espositivo
La collezione ospita, tra le tante, innumerevoli opere dell'arte bresciana e lombarda databili dal Trecento al Settecento, disposte in un percorso espositivo di 21 sale; protagoniste della pinacoteca, tuttavia, sono le opere degli artisti del Rinascimento bergamasco e bresciano, tra le quali figurano opere di Raffaello, del Moretto e del Savoldo, oltre che del Foppa, del Romanino e del Lotto.

### Sala 1
Salendo al primo piano si incontra la prima sala del percorso, che offre un interessante spaccato di pittura Tardo gotica e Gotica, con opere del XIV secolo e XV secolo. Nelle vetrine qui presenti, inoltre, si possono ammirare avori, medaglie ed oggetti di oreficeria di Pisanello e Matteo de' Pasti.

Paolo Veneziano
- San Giovanni Battista, Sant'Agostino, Sant'Ambrogio e San Paolo, pannelli dal polittico dei santi Cosma e Damiano

Antonio Cicognara/pittore bresciano(?)

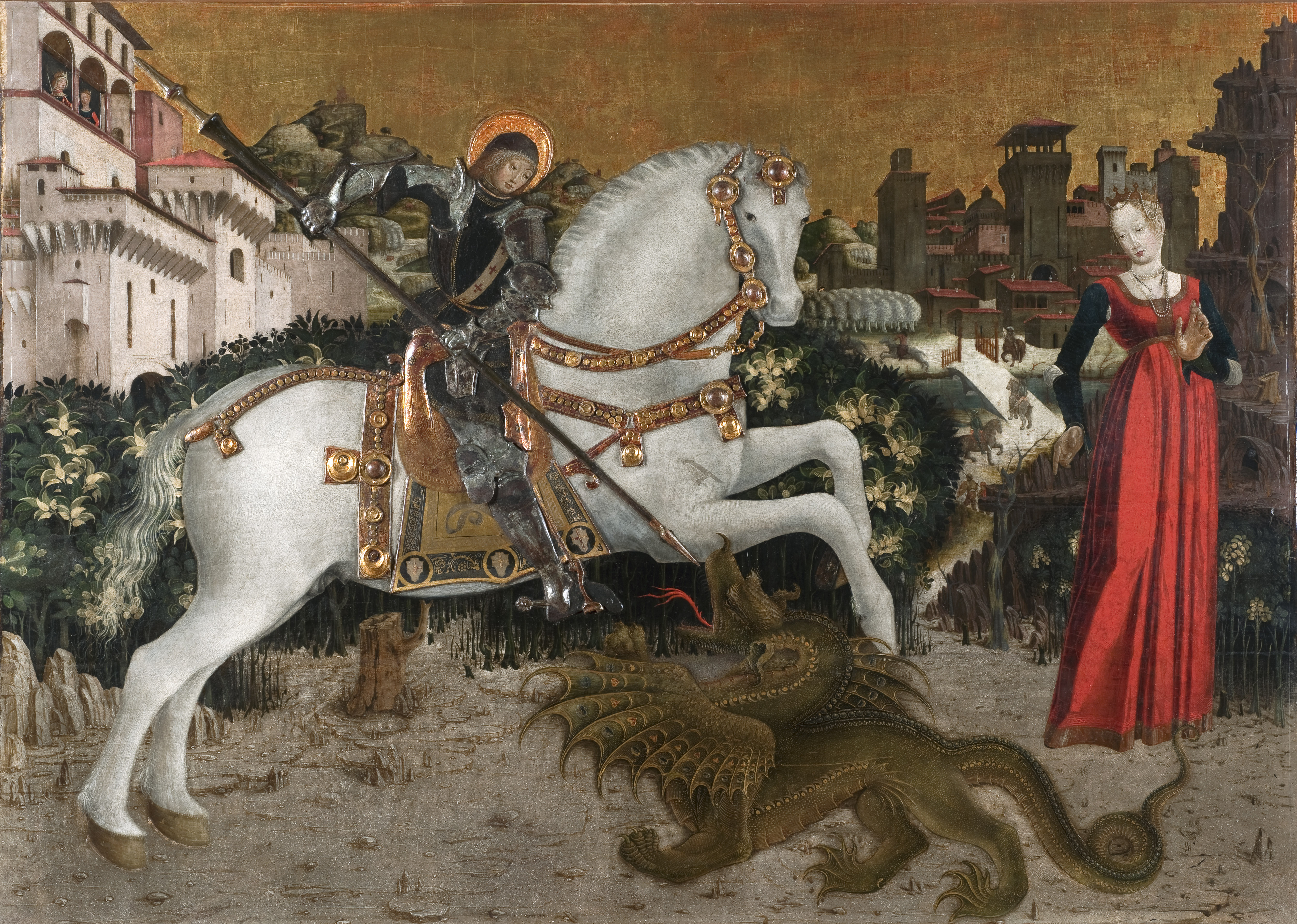
San Giorgio e la principessa, ignoto, 1460-1465.

- San Giorgio e la principessa, tuttavia di difficile ed incerta attribuzione, 1460-1465 circa, tempera su tavola, oro a guazzo e foglia d'argento[30]

Maestro Paroto (Pasoto da Cemmo?)
- Polittico, Madonna col Bambino, il donatore Francesco dal Ferro e i santi Stefano, Siro, Ludovico, Giovanni evangelista, Michele, Apollonia, Giovanni Battista e Agata,1447, tempera su tavola.

### Sala 2
Nella seconda sala del percorso, spostandosi anche da un punto di vista prettamente cronologico, si incontrano alcune opere già del primo Cinquecento bresciano; nelle vetrine si possono ammirare oreficerie a tema sacro e piatti decorati con smalti.

Vincenzo Foppa
- Pala della Mercanzia: Madonna con il Bambino tra i santi Faustino e Giovita, 1501-1509 circa, tempera e olio su tela.Pala della Mercanzia di Vincenzo Foppa.

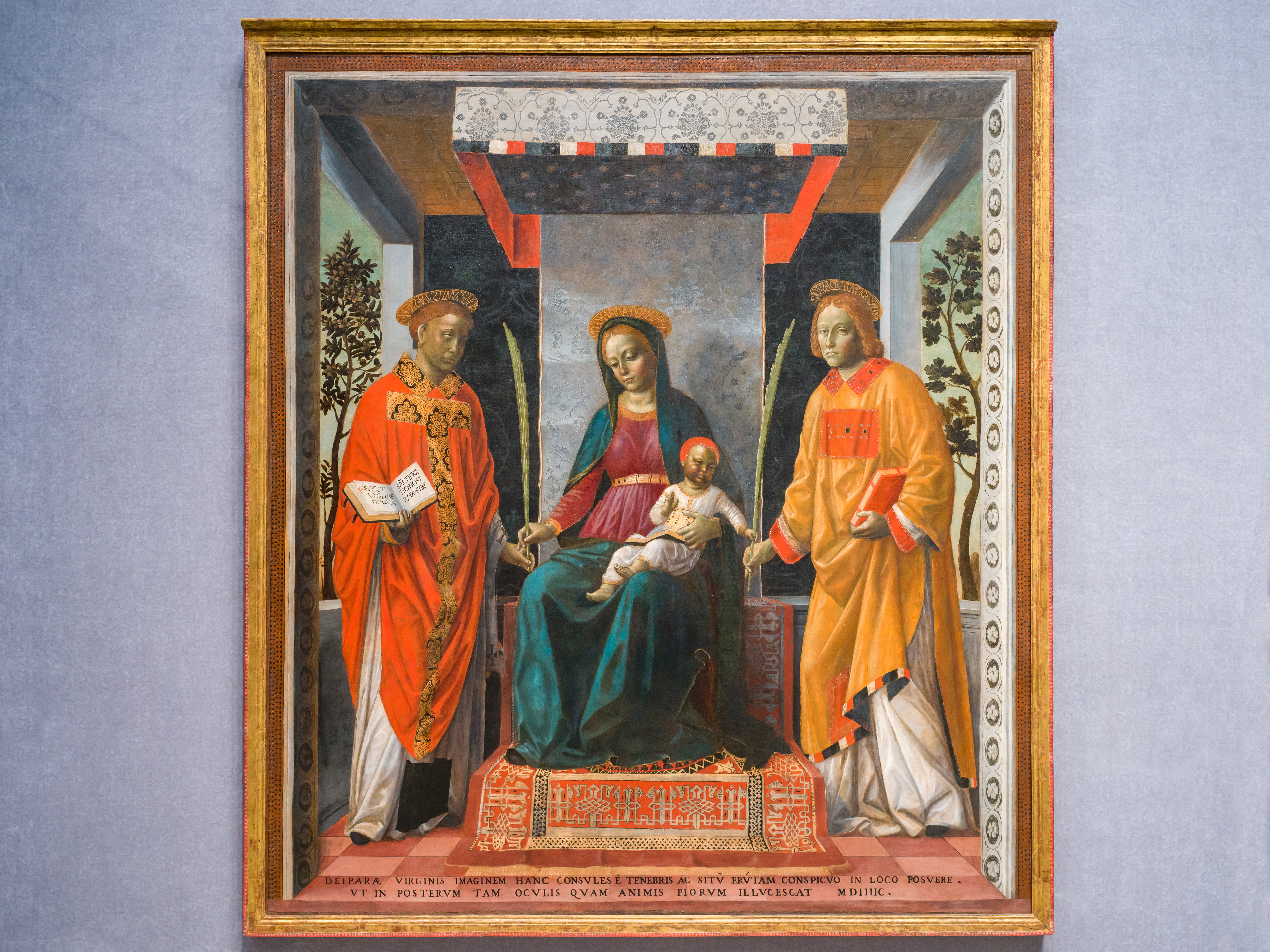
Pala della Mercanzia di Vincenzo Foppa.

- Stendardo di Orzinuovi: Madonna con il Bambino tra Santa Caterina d'Alessandria e san Bernardino da Siena (fronte); San Sebastiano tra san Giorgio e san Rocco (retro), 1514, tempera e olio su tela.
- San Giovanni Battista
- Sant'Apollonia

Floriano Ferramola
- Incontro degli sposi, 1517-1518 circa, affresco (strappo).

Vincenzo Civerchio;

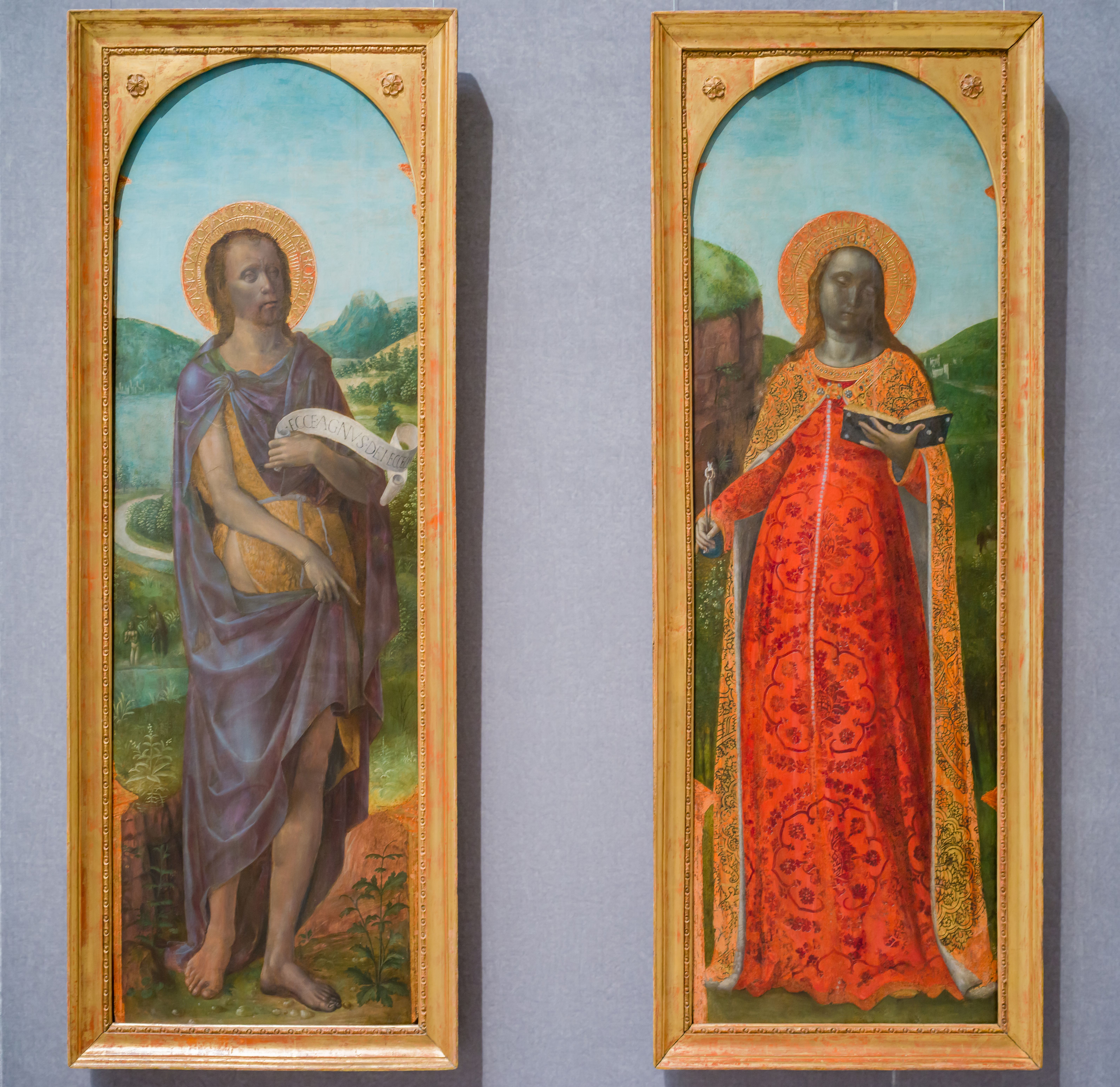
San Giovanni Battista e Santa Apollonia.

- Polittico di San Nicola da Tolentino (pannelli con San Nicola da Tolentino e San Rocco)

Francesco Napoletano
- Polittico di San Nicola da Tolentino (pannello con San Sebastiano), 1495-1550 circa, tempera e olio su tavola.

### Sala 3
Il grande ambiente della terza sala ospita la collezione di opere del rinascimento bresciano, a suo tempo appartenente al conte Tosio; sono infatti presenti pitture a tema sacro di Andrea Previtali, di Francesco Francia e Andrea Solari.

Andrea Previtali
- Busto di Cristo

Francesco Francia
- Madonna con il Bambino e san Giovannino, 1500-1505 circa, olio su tavola.

Andrea Solari
- Cristo portacroce con un certosino

### Sala 4
La seconda parte di queste opere rinascimentali, provenienti dalle collezioni del Tosio, culmina con il confronto tra le opere di artisti bresciani, perlopiù il Moretto, e le opere del Sanzio; si vuole dunque tenere fede alla tradizione secondo cui il Bonvicini sarebbe da ritenersi il "Raffaello bresciano".

Raffaello Sanzio
- Angelo, 1501, olio su tavola (trasportato su tela).
- Cristo benedicente, 1505-1506, olio su tavola.

Alessandro Bonvicino (Moretto)
- Ritratto di gentildonna come Salomé, 1537 circa, olio su tavola.
- Annunciazione

### Sala 5
Dalla sala numero cinque in poi, sino all'ottava, l'attenzione del percorso si focalizza volutamente sui grandi maestri del rinascimento bresciano, accorpando appositamente opere tra loro simili per suscitare un confronto continuo tra le opere presenti.

Alessandro Bonvicino (Moretto)
- Stendardo delle Sante Croci
- Mosè e il roveto ardente

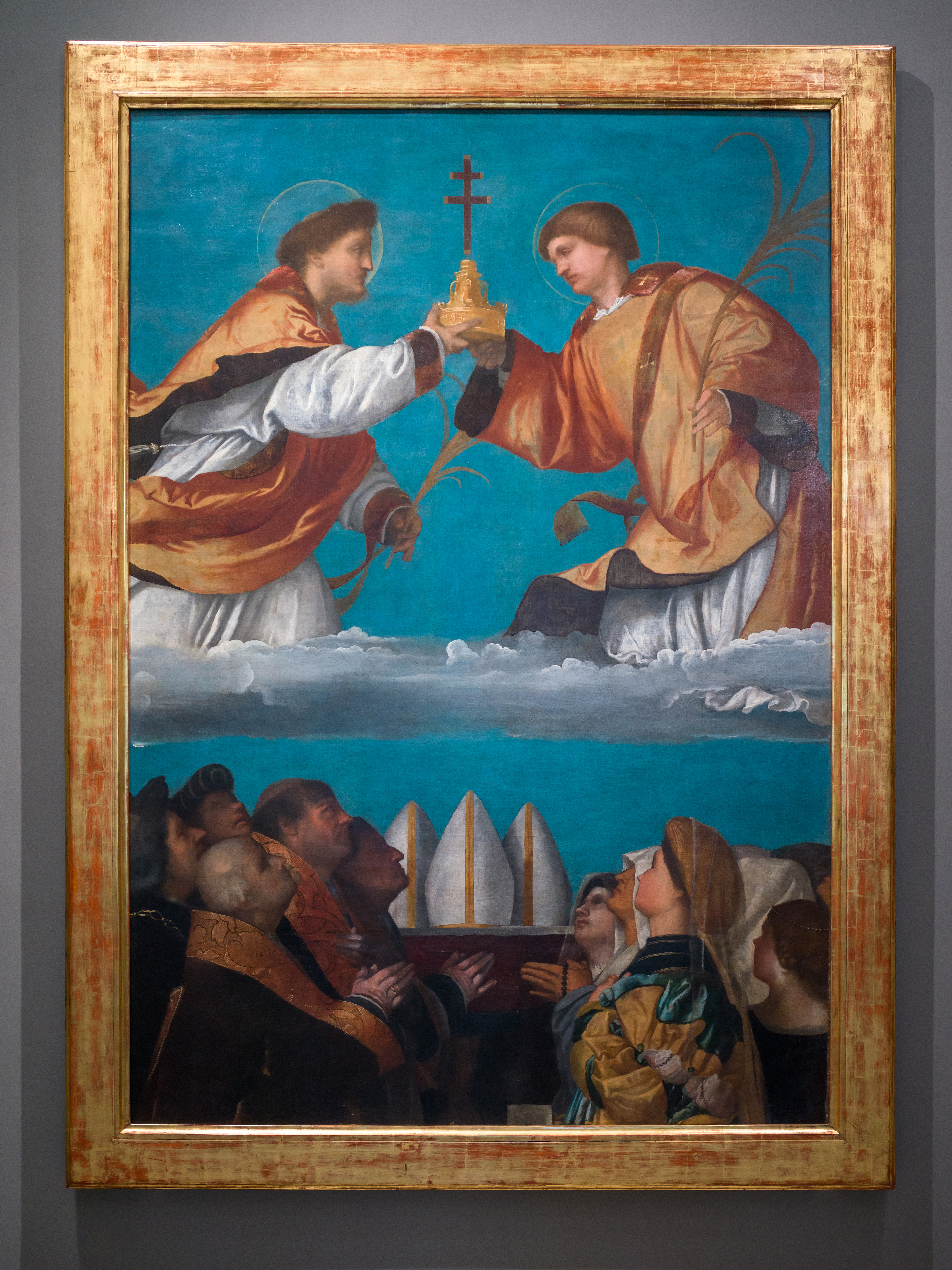
Lo stendardo delle Sante Croci del Moretto.

- Dieci figure di profeti, 1525 circa, affreschi (strappi).

### Sala 6
Il percorso prosegue interponendo alcune opere del Savoldo, del Lotto e sempre del Moretto; dunque il punto d'incontro di questi dipinti, e del loro confronto, risiede nell'utilizzo della luce e della resa atmosferica dei colori.
Alessandro Bonvicino (Moretto)

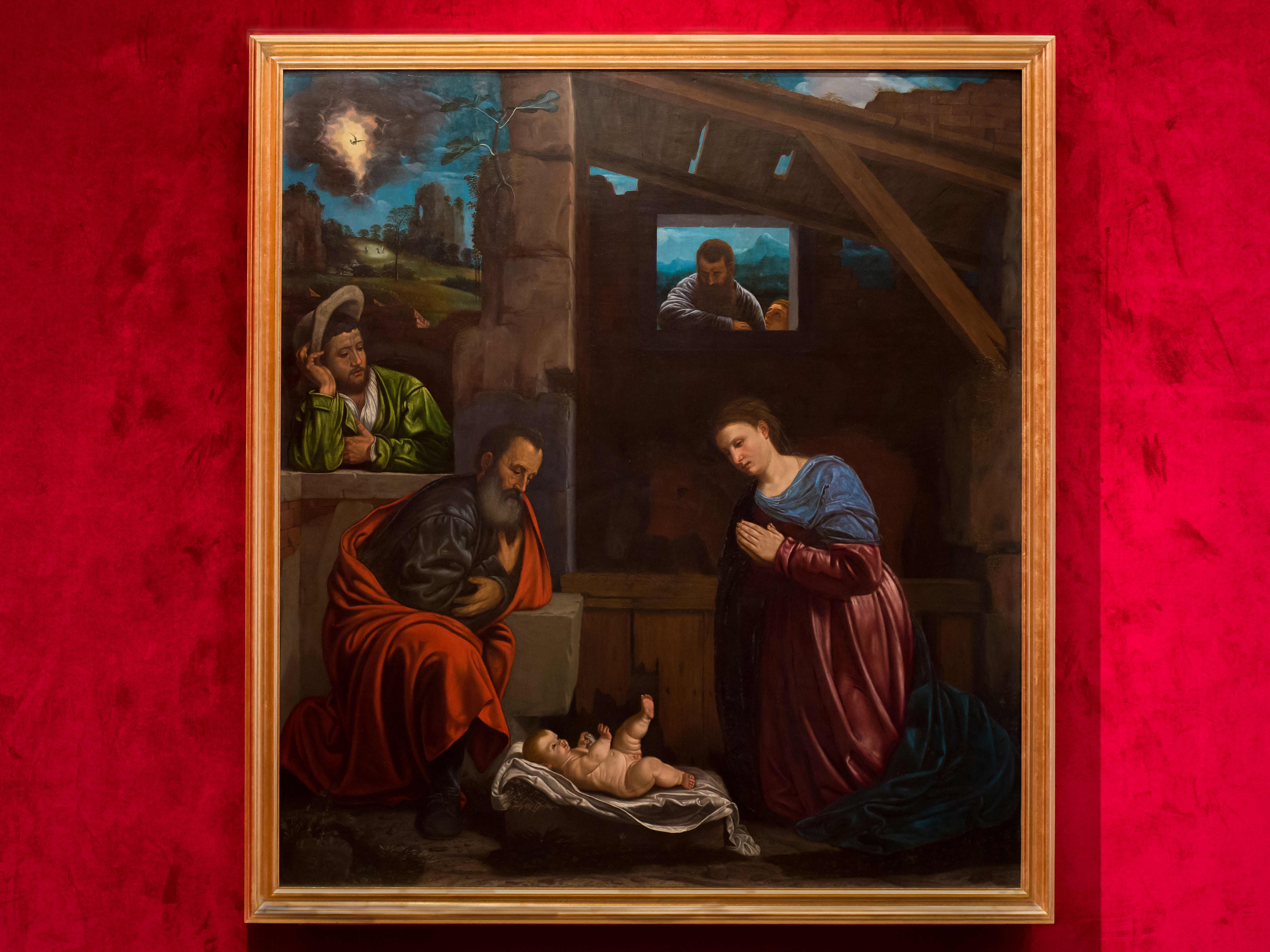
Adorazione dei pastori del Savoldo.

- Cena in Emmaus, 1527 circa, olio su tela.

Giovanni Gerolamo Savoldo
- Adorazione dei pastori, 1540, olio su tela.

Lorenzo Lotto
- Adorazione dei pastori, 1530, olio su tela.

### Sala 7
La settima sala ospita ed espone i maggiori esempi di opere prodotte dai maestri bresciani del pieno Cinquecento: provenienti dai più disparati contesti cittadini, ora chiese, ora dimore signorili, ora proprietà di confraternite, l'elemento in comune è una innata resa realistica e vicina dunque al dato reale.

Girolamo Romani (Romanino)

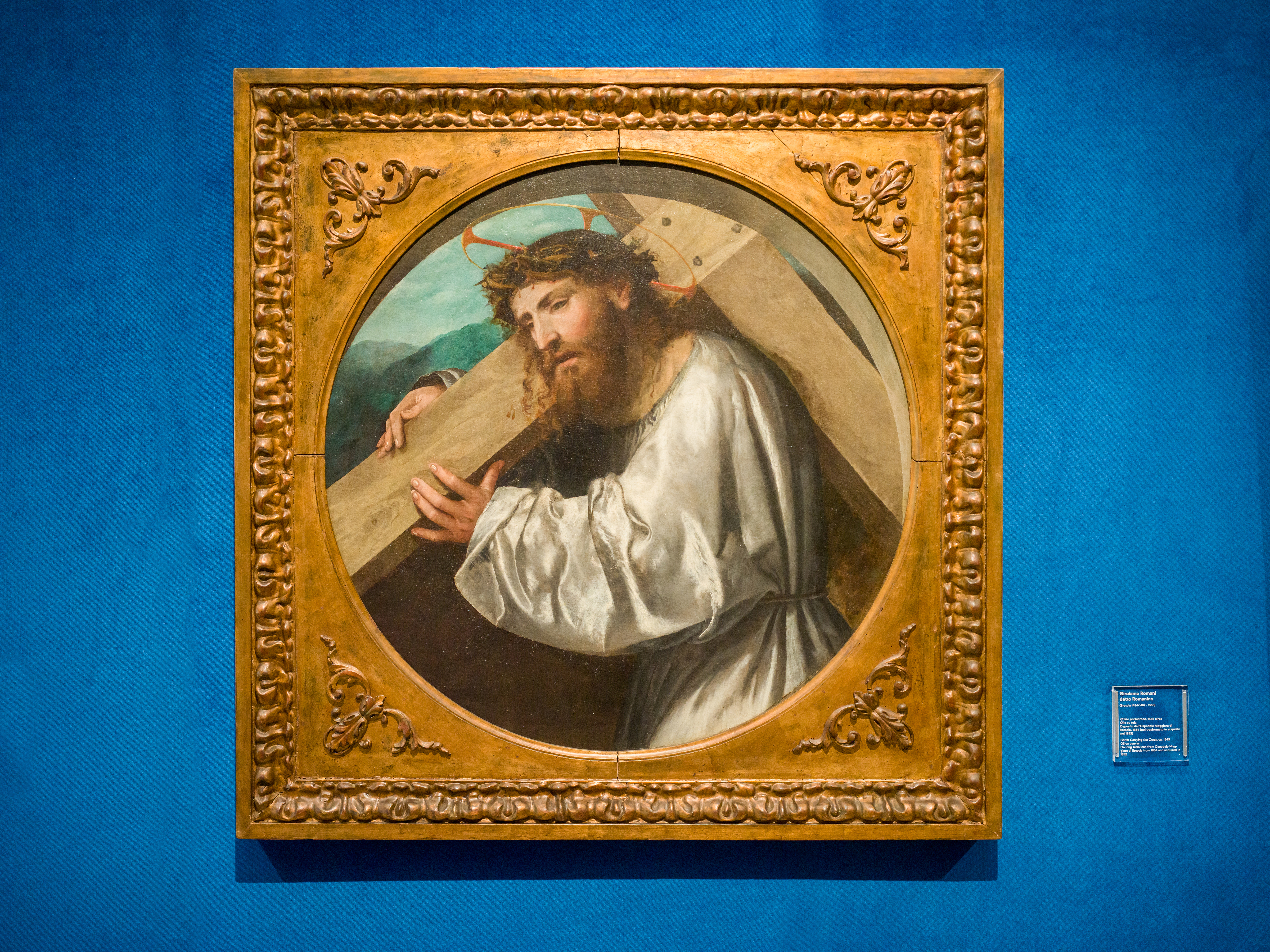
Cristo portacroce del Romanino.

- San Gerolamo penitente, 1516-1517, olio su tela.
- Cristo portacroce, 1545 circa, olio su tela.

Giovanni Busi detto il Cariani
- Incontro di Cristo con la Veronica, 1530-1540 circa, olio su tela.

Giovanni Gerolamo Savoldo
- Riposo nella fuga in Egitto, 1540 circa, olio su tela (Deposito Intesa Sanpaolo )
- Madonna con il Bambino e San Rocco (anch'esso deposito Intesa SanPaolo)

Polidoro da Lanciano
- Cristo e l'adultera

Callisto Piazza
- Adorazione del Bambino

Alessandro Bonvicino (Moretto)

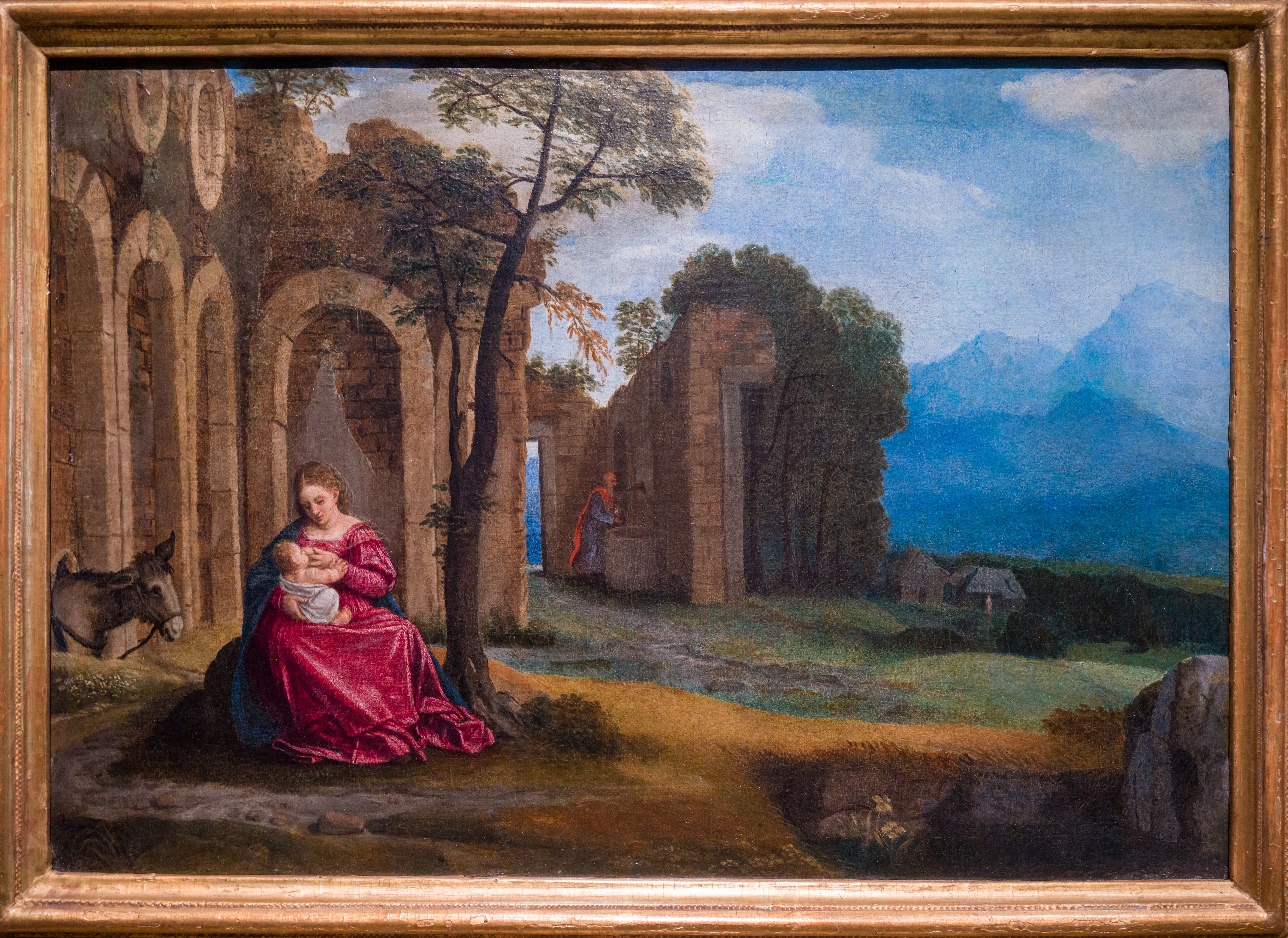
Riposo nella fuga in Egitto del Savoldo.

- Adorazione dei pastori con i santi Nazario e Celso

### Sala 8

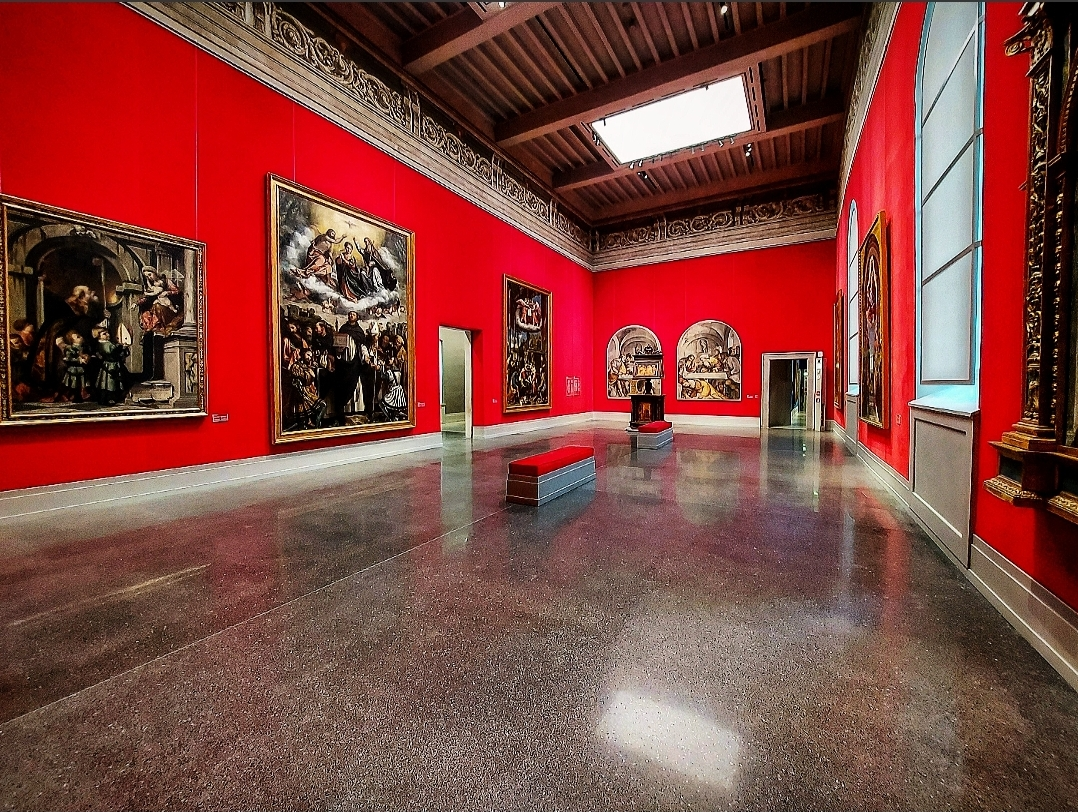
La sala 8 in una visione d'insieme.

Il grande salone dalle pareti rosse ospita le altrettanto grandi pale d'altare provenienti dalle chiese cittadine e del territorio bresciano; notevole è anche il leggio intarsiato di fra' Raffaele da Brescia, proveniente dall'abbazia di San Nicola di Rodengo-Saiano.

Alessandro Bonvicino (Moretto)
- Cristo in passione e l'angelo, 1550 circa, olio su tela.
- Sant'Antonio da Padova tra i santi Antonio Abate e Nicola da Tolentino
- Natività con i pastori, San Gerolamo e un donatore girolamino, 1530-1535 circa, olio su tela (deposito della basilica di Santa Maria delle Grazie)[32]
- Pentecoste
- Pala Rovelli: san Nicola di Bari presenta gli allievi di Galeazzo Rovellio alla Madonna in trono con il Bambino, 1539, olio su tela.
- Pala di Sant'Eufemia: Madonna con il Bambino e san Giovannino con i santi Benedetto, Paterio, Eufemia e Giustina, 1527 circa, olio su tavola.

Girolamo Romani (Romanino)
- Cena in Emmaus, 1532-1533 circa, affresco (strappo)Sala 9La pala di Sant'Eufemia del Moretto.

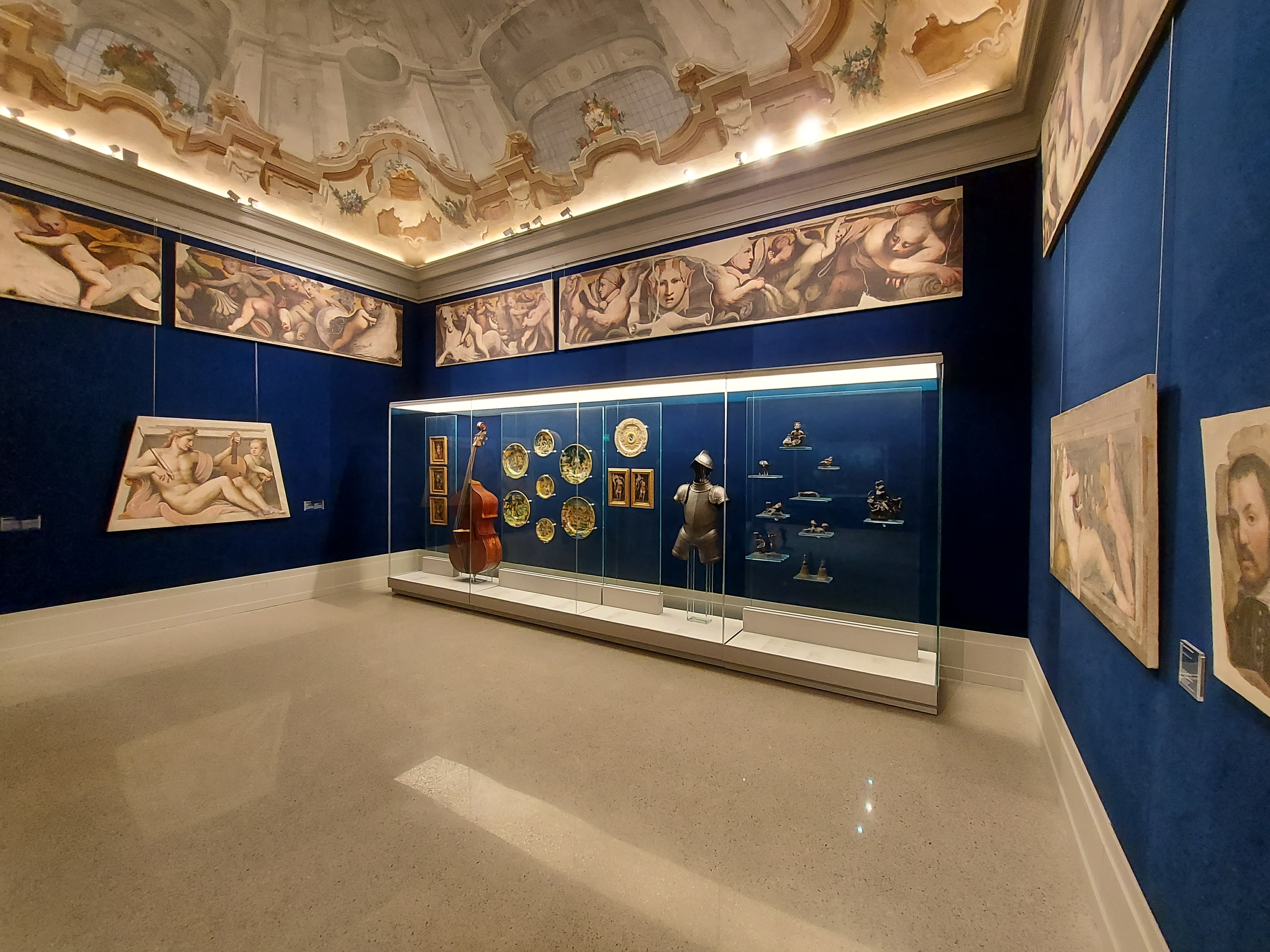
Sala 9

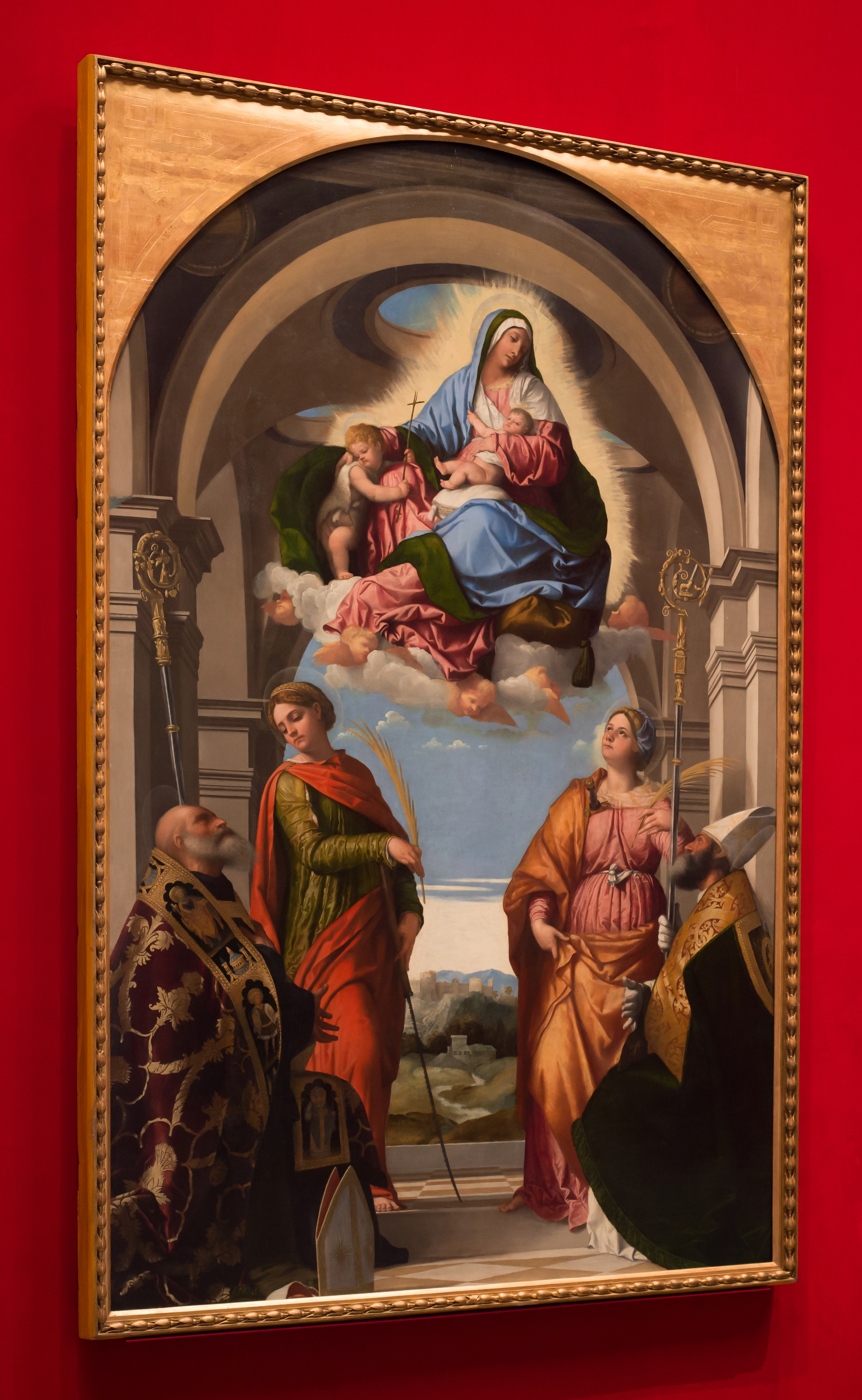
La pala di Sant'Eufemia del Moretto.

- Cena in casa di Simon fariseo, 1532-1533 circa, affresco (strappo)
- Natività, 1545 circa, olio su tela.
- Pala di San Domenico: incoronazione della Vergine e san Domenico tra i santi Faustino, Paolo, Tommaso d'Aquino, Pietro Martire, Antonino, Vincenzo Ferrer, Pietro e Giovita, 1545-1548 circa, olio su tela.

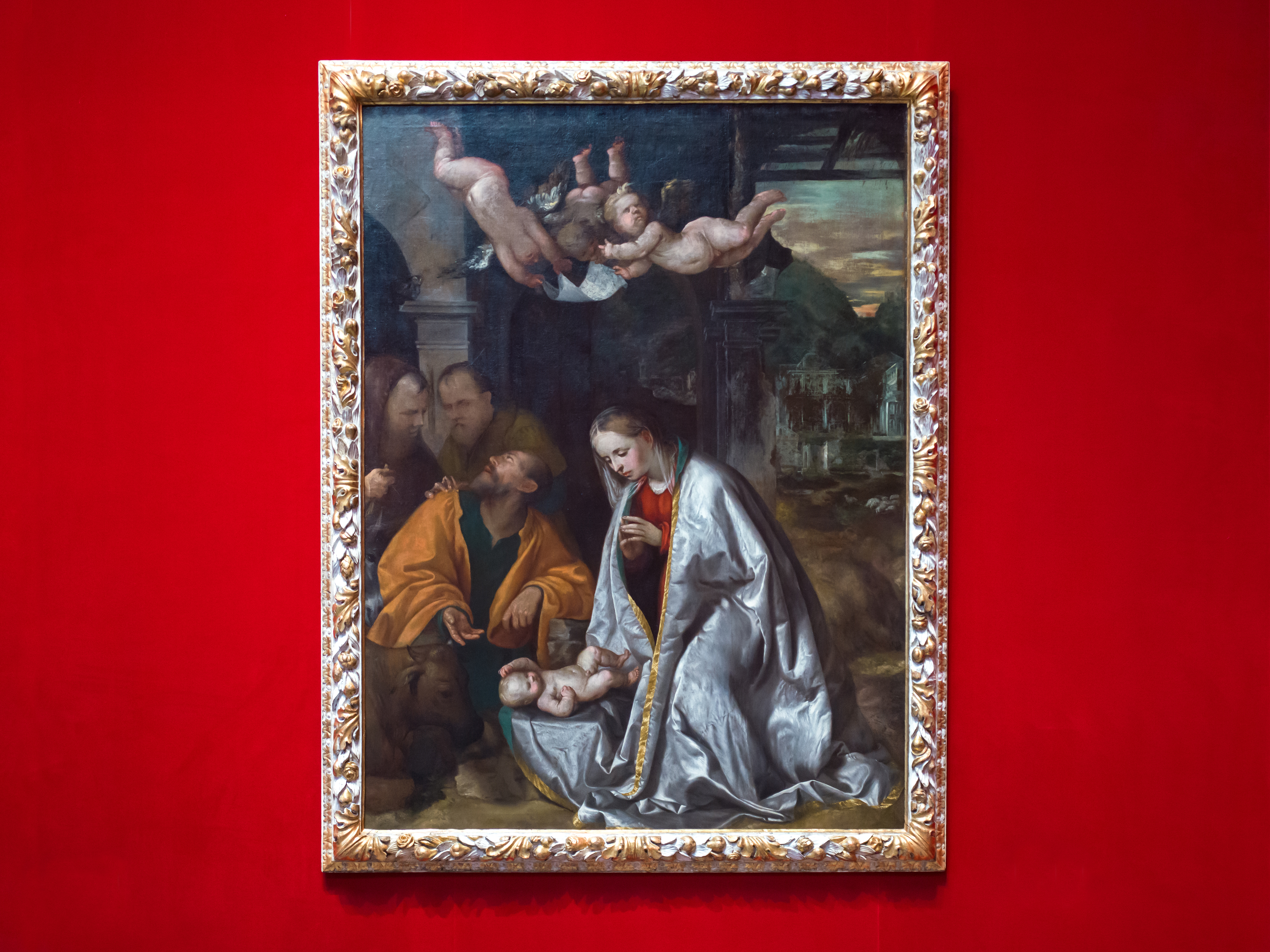
Natività del Romanino.

### Sala 9
La sala successiva è invece dedicata al Manierismo e a ceramiche e bronzetti decorativi di produzione italiana; sono anche presenti diversi paramenti murari recanti affreschi asportati da dimore private e palazzi.
Lattanzio Gambara;
- Cerere
- Apollo, 1557, affresco (stacco)
- Autoritratto
- Otto frammenti dal fregio del palazzo del Podestà

Pietro Marone
- Il corteggio della regina di Saba

Alessandro Maganza
- Il banchetto di Baldassarre

### Sala 10
Nella sala successiva si incontrano alcuni ritratti di figure eminenti e di spicco del panorama lombardo, ad opera di altrettanti artisti provenienti dal medesimo contesto.

Lucia Anguissola
- Ritratto della sorella Europa

Sofonisba Anguissola
- Ritratto di canonico lateranense, 1556, olio su tela.

Giovan Battista Moroni
- Il magistrato (ritratto di dottore), 1560, olio su tela.
- Il poeta sconosciuto (ritratto di gentiluomo), 1560, olio su tela.

La pinacoteca, inoltre, conserva parti di un taccuino smembrato che raccoglieva i disegni dell'artista risalenti al suo esordio del 1543.

Girolamo Romani (Romanino)
- Ritratto di uomo con giubbetto striato

Alessandro Bonvicino (Moretto)
- Ritratto di gentiluomo con lettera

Pier Maria Bagnadore

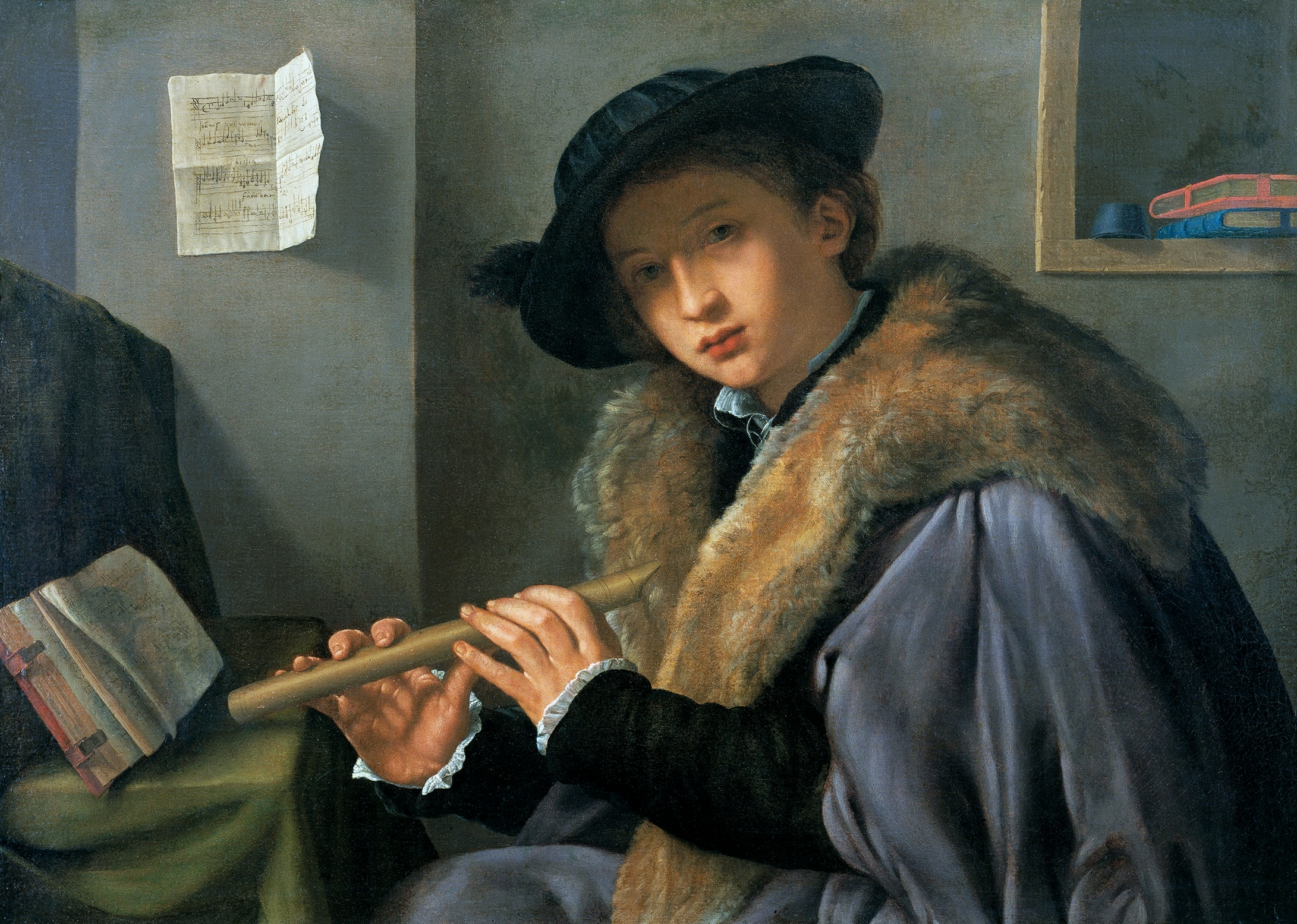
Ritratto di giovane flautista.

- Ritratto di uomo in armaturaRitratto di giovane flautista.

Giovanni Gerolamo Savoldo
- Ritratto di giovane flautista, 1525 circa, olio su tela (deposito nella collezione d'arte UniCredit)[32]

### Sala 11
Nella sala numero 11 del percorso si arriva ad osservare la pittura dell XVII secolo, con un costante confronto tra la pittura di matrice classica (perlopiù di provenienza emiliana) e quella invece più "tenebrosa", considerando anche le diverse declinazioni geografiche della medesima.

Simone Cantarini
- Madonna del Rosario

Giovan Battista Salvi detto il Sassoferrato
- Madonna con il Bambino e san Giovannino, 1650 circa, olio su tela.

Domenico Fiasella
- San Sebastiano

Pittore Caravaggesco
- Cristo risana il cieco

Nicolas Tournier

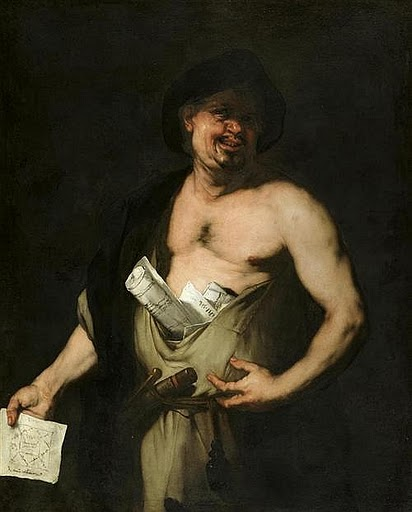
Democrito di Luca Giordano.

- Democrito di Luca Giordano.Ritratto di suonatore di flauto, 1626 circa, olio su tela.

Luca Giordano
- Eraclito, 1655-1660 circa, olio su tela.
- Democrito, 1655-1660 circa, olio su tela.

Johann Carl Loth

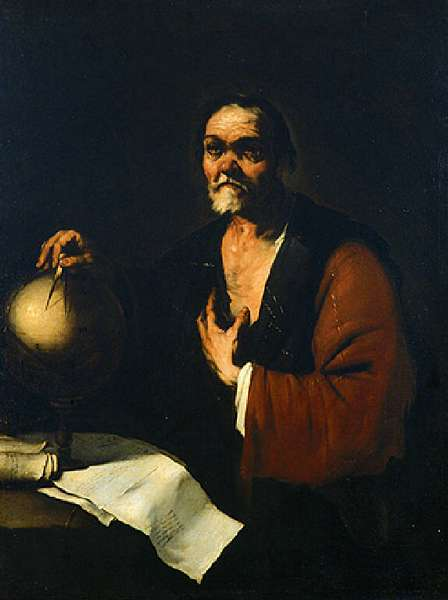
Eraclito di Luca Giordano.

- Sansone e Dalila (deposito da collezione privata)

Matthias Stomer
- Incredulità di san Tommaso

### Sala 12
Il percorso della mostra prosegue con un'intera sala dedicata ed incentrata sulla produzione artistica di Giacomo Ceruti, meglio noto come il Pitocchetto; si inaugura così la pittura tipica del XVIII secolo, con i pezzi più pregiati dell'intera collezione.

Giacomo Ceruti (Il Pitocchetto)

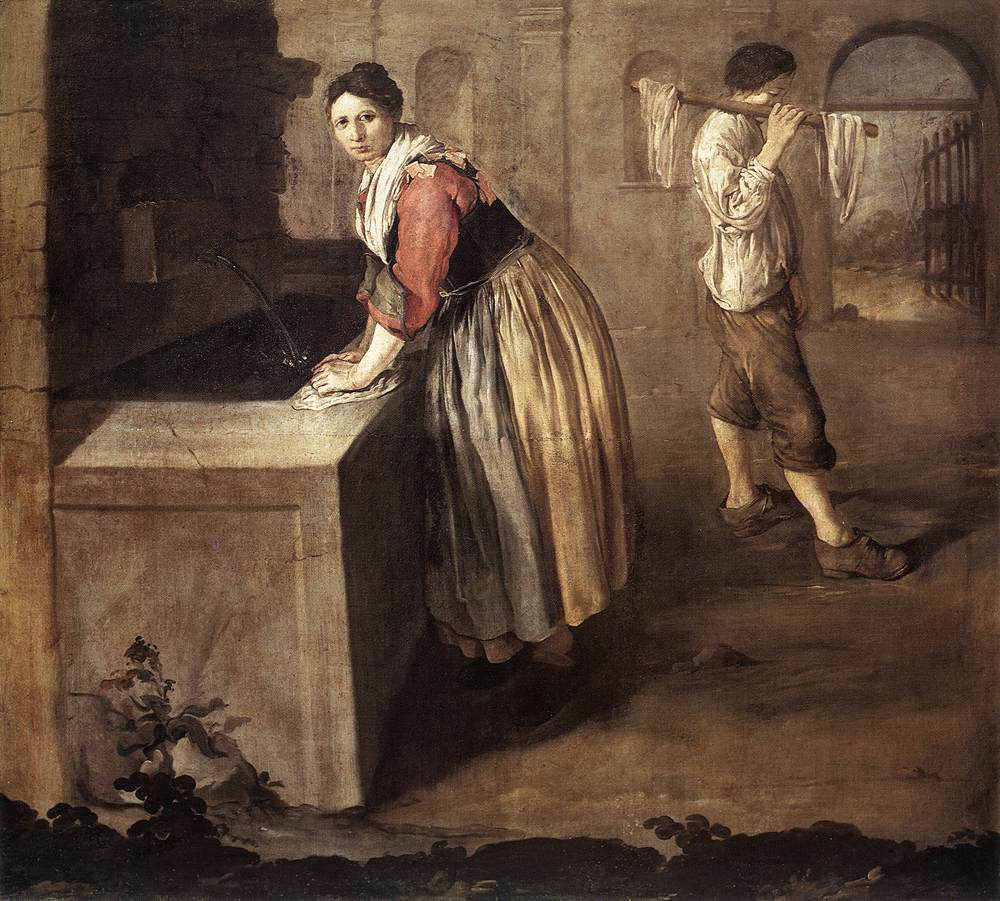
La lavandaia del Pitocchetto.

- La lavandaia, 1720-1725 circa, olio su tela.
- Due pitocchi, 1730-1734 circa, olio su tela.
- L'incontro nel bosco (Due poveri in un bosco), 1730-1735 circa, olio su tela.
- Scuola di ragazze, 1720-1725 circa, olio su tela.
- Figure di calzolai con un cliente
- La filatrice del Pitocchetto.La filatrice

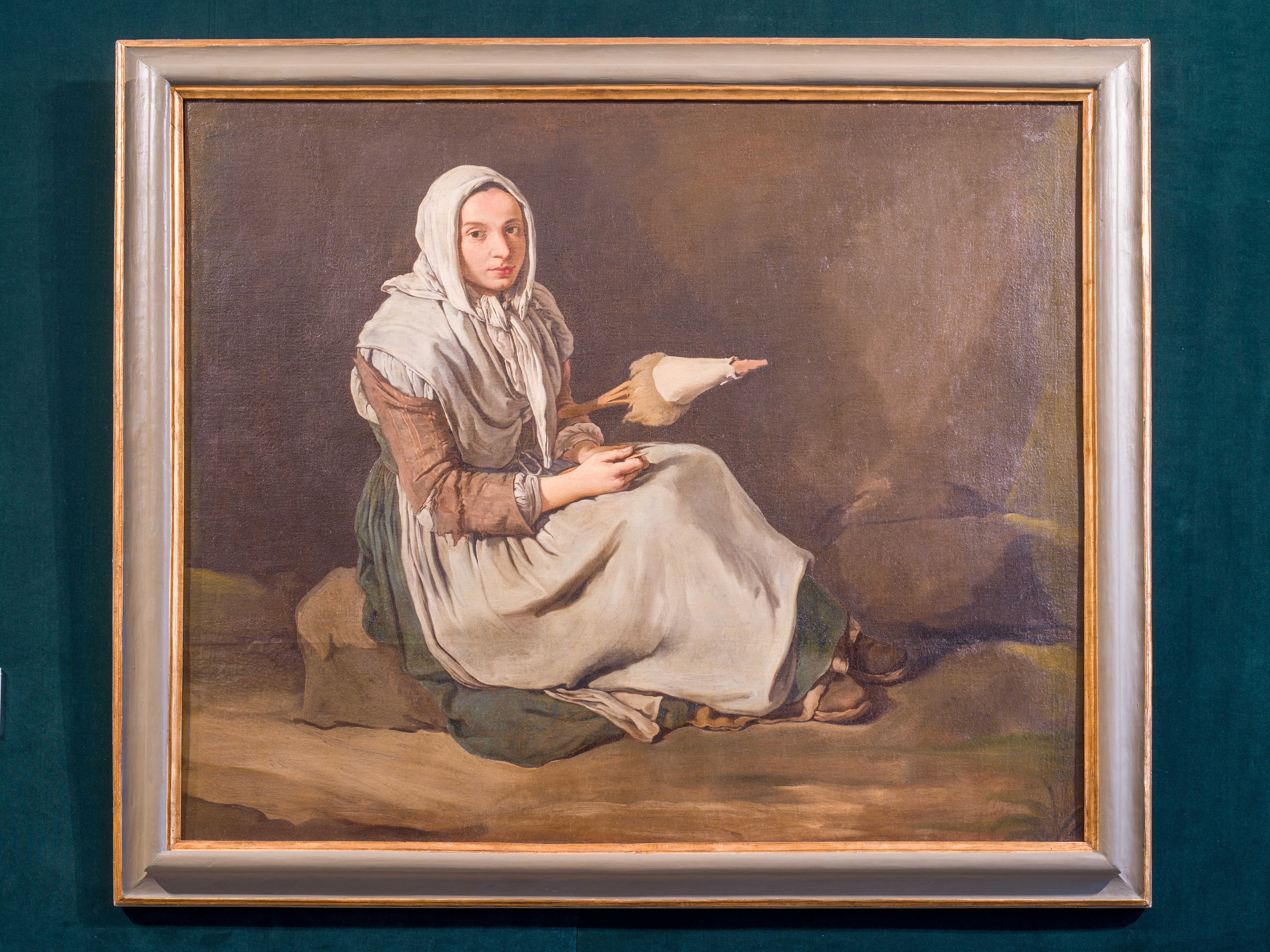
La filatrice del Pitocchetto.

- Portarolo, 1730-1734 circa, olio su tela (deposito di una collezione privata)
- Giocatori di carte

### Sala 13

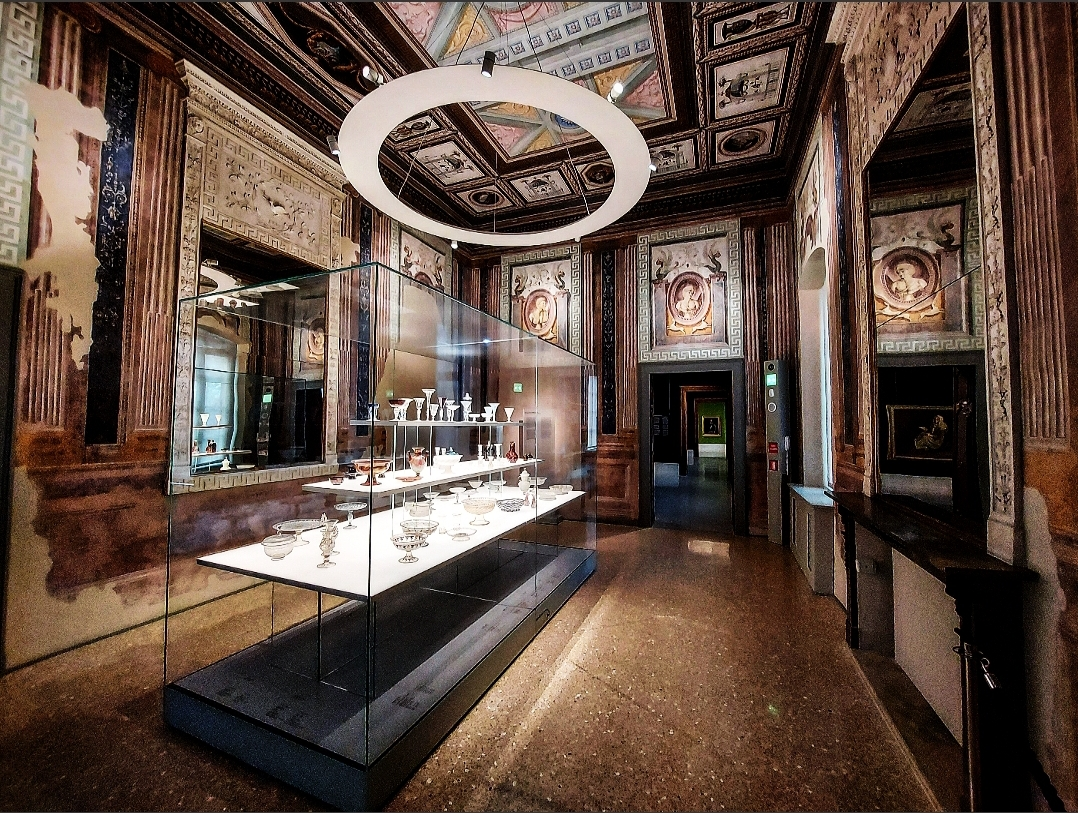
La sala 13 in una veduta d'insieme.

La sala seguente, detta "degli specchi", è interamente dedicata a preziosi vetri veneziani della collezione Brozzoni; una quarantina di esemplari testimoniano infatti l'evoluzione di tale arte tra la fine del Quattrocento e l'inizio del Settecento.

### Sala 14 e 15
Incentrate sul tema della pittura di genere e su figure allegoriche, espone opere di artisti non soltanto bresciani; i soggetti propendono comunque verso il paesaggio e scene di vita bucolica ed agreste, con la presenza preponderante di figure di contadini e pastori. Nel 2022 sono state acquisite e qui collocate nuove opere di Giacomo Ceruti.

Giacomo Ceruti (Il Pitocchetto)
- Le due sorelle (Ritratto di due fanciulle), 1720-1725 circa, olio su tela.
- Ritratto di Laura Vitali, 1740 circa, olio su tela.
- Ritratto del marchese Erasmo Aliprandi Martinengo, 1740 circa, olio su tela.

Francesco Paglia
- Passione effimera
- Amore duraturo

Antonio Rasio
- Primavera
- Estate
- Autunno
- Inverno

Pieter Mulier
- Paesaggio notturno con pastori
- Paesaggio con pastori

Antonio Cifrondi
- Vecchio sotto la neve

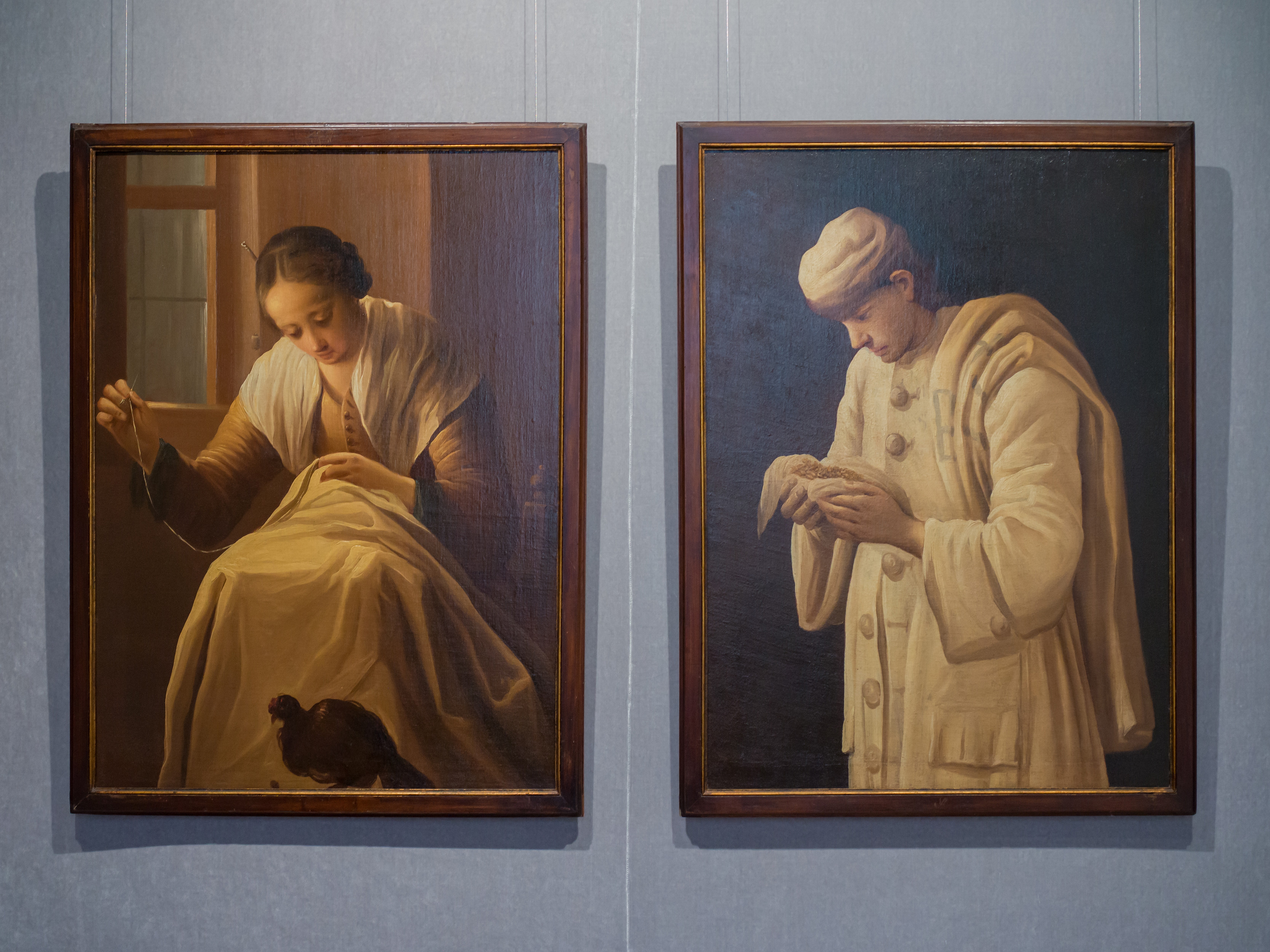
La ragazza che cuce ed il mugnaio di Antonio Cifrondi.

- Mugnaio, 1720 circa, olio su tela.
- Giovane contadina, 1720-1725 circa, olio su tela.
- Vecchio con clessidra

Francesco Londonio
- Pastorella

Giorgio Duranti
- Due garzette
- Zuffa tra tacchini e galli
- Gufo con preda
- Gufo con picchio
- Gallo, gallina, chioccia con pulcini e pianta di iris

Con Andrea Torresani
- Paesaggio con gallinacei

Francesco Zuccarelli
- Il riposo del cacciatore
- I viandanti

Pittore anonimo lombardo
- L'imboscata
- Scontro di cavalleria

### Sala 16
Le sale seguenti sono un chiaro esempio di arte rococò, le cui movenze e decorazioni sono state conciliate con i colori degli stucchi e dei soffitti stessi; anche in questa sala, comunque, sono presenti ritratti di maestranze lombarde.

Giacomo Ceruti (Il Pitocchetto)
- Ritratto di Marina Cattaneo
- Ritratto di gentiluomo

Antonio Paglia
- Ritratto di gentiluomo
- Ritratto di gentiluomo

### Sala 17
Questo ambiente presenta un interessante pendant di Antonio Cifrondi, definito dallo storico dell'arte Roberto Longhi un "Pierrot lunaire", chiarificando così lo stile del pittore.

Sacrificio di Isacco di Simon Troger.

Antonio Cifrondi
- Ragazza che cuce

### Sala 18
Nella sala successiva, allestita secondo il gusto delle dimore signorili settecentesche, si può osservare la singolare opera di Simon Troger: elogiata da Leopoldo Cicognara nella sua opera "tanto per il virtuosismo tecnico dell’esecutore quanto per la purezza preclassica delle figure".

Simon Troger
- Il sacrifico di Isacco, 1738 circa, avorio e legno (altezza 265 cm)

### Sala 19
L'ultimo ambiente a tema settecentesco è appunto la sala numero 19, che esemplifica perfettamente l'arte promossa da Faustino Bocchi; con esso, anche una chiara espressione della cosiddetta "pittura a pigmei".

Faustino Bocchi
- Il guastafeste, olio su tela.
- Caccia al pulcino, olio su tela.
- Armadio dipinto con grottesche e scene di nani (legno e dipinto dorato)

### Sala 20
Il percorso delle precedenti esposizioni, escludendo quelle di recente allestimento degli anni 2000, avrebbe terminato la mostra con queste ultime sale; tuttavia sono esposte in questo ambiente opere del primo Ottocento.

Angelika Kauffmann
- Nascita del Battista

Andrea Appiani
- Madonna con il bambino dormiente

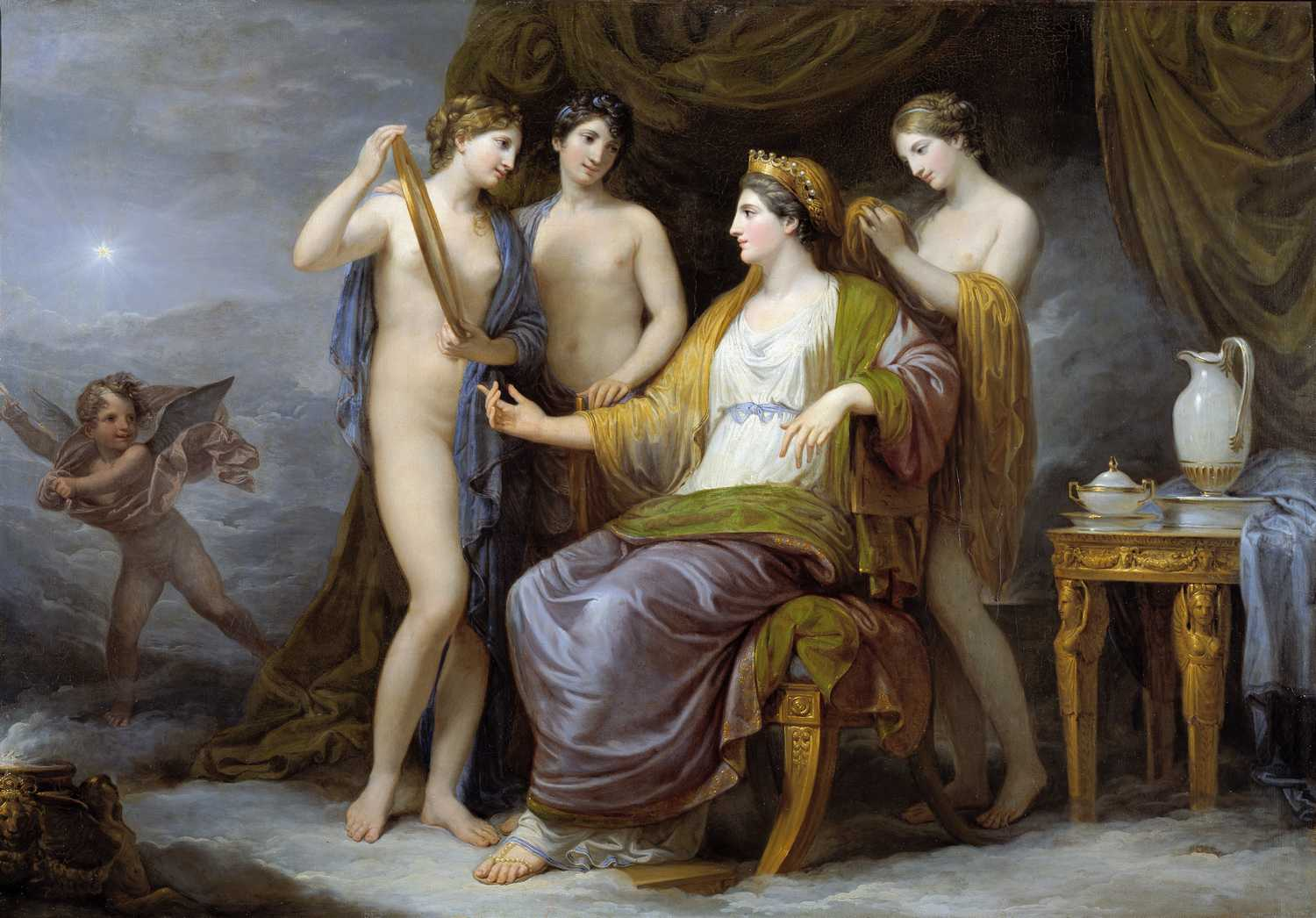
A. Appiani, Toeletta di Giunone.

- Toeletta di Giunone, 1810 circa, olio su tela.

Gaspare Landi
- Ebe

Bertel Thorvaldsen
- Il Giorno, 1821, marmo.
- La Notte, 1821, marmo.
- Ganimede e l'aquila di Giove

### Sala 21

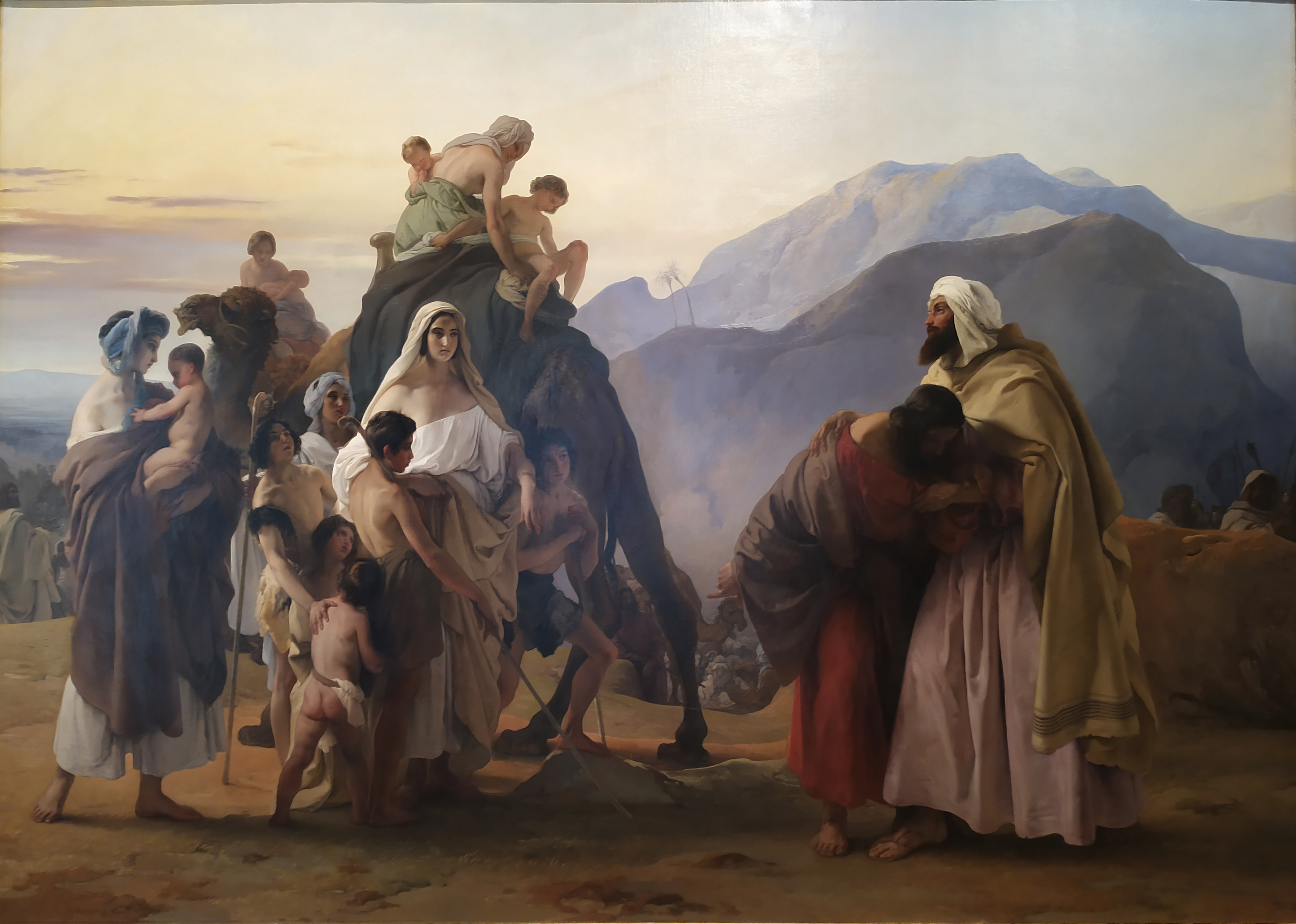
F. Hayez - Incontro di Giacobbe ed Esaù (1844),olio su tela 298 x 210 cm.

Il percorso della mostra si conclude con alcune opere dei maggiori esponenti del Neoclassicismo e del Romanticismo italiano ed europeo. La preponderante componente classica di questa fase pittorica è interconnessa infine con quella della pala di Sant'Eufemia del Moretto, anch'essa emblematica per quanto riguarda l'influenza dell'arte classica.
La mostra, poi, si chiude idealmente con un'opera di Luigi Basiletti, un Ritratto del Conte Paolo Tosio.

Francesco Hayez
- I profughi di Parga, 1831, olio su tela.

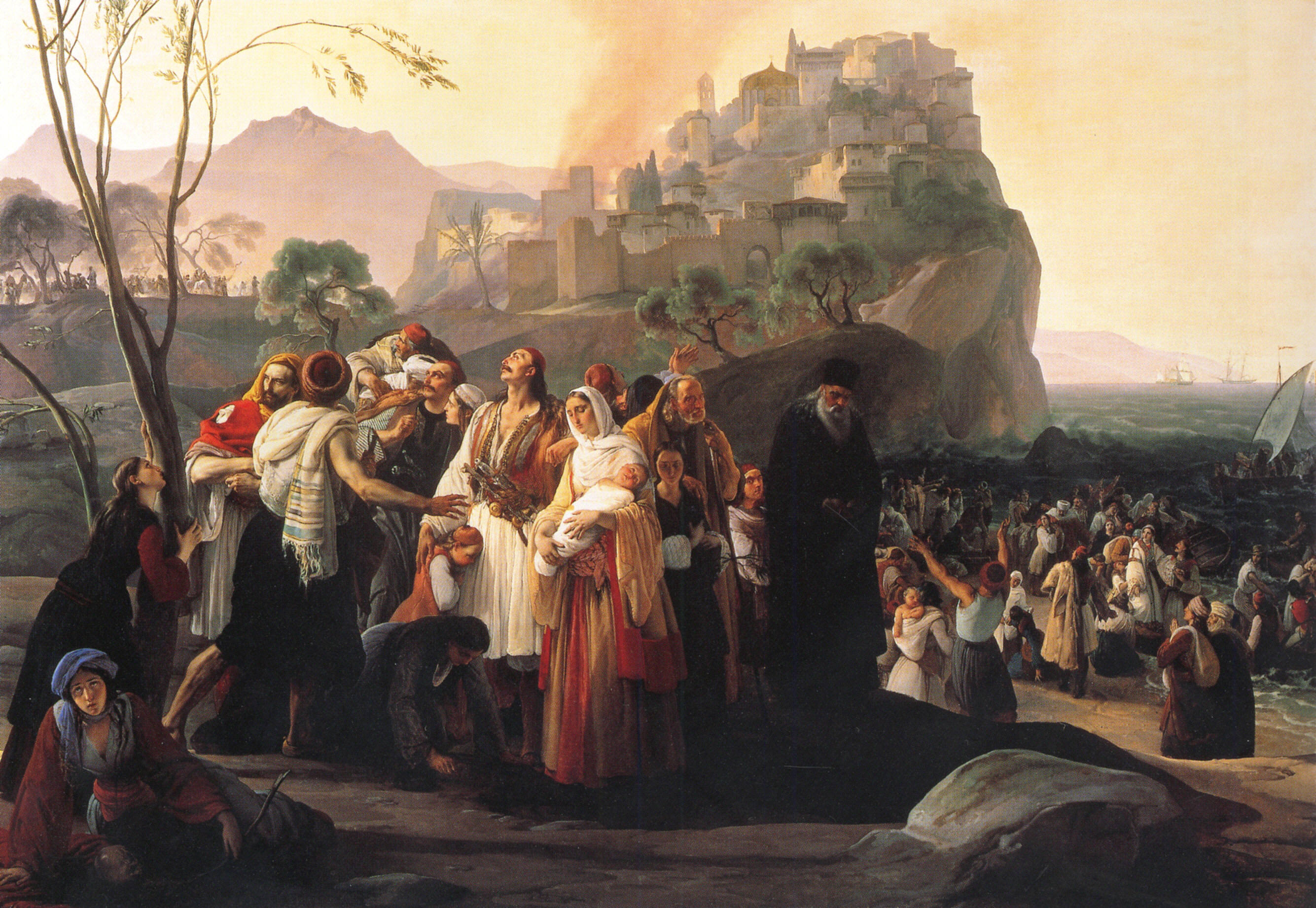
F. Hayez, I profughi di Parga, 1831.

- Incontro di Giacobbe e di Esaù, 1844, olio su tela.

Antonio Canova
- Ritratto di Eleonora d'Este, 1819, marmo (altezza 45 cm)

Luigi Ferrari
- Laocoonte, 1853, marmo (altezza 186 cm)

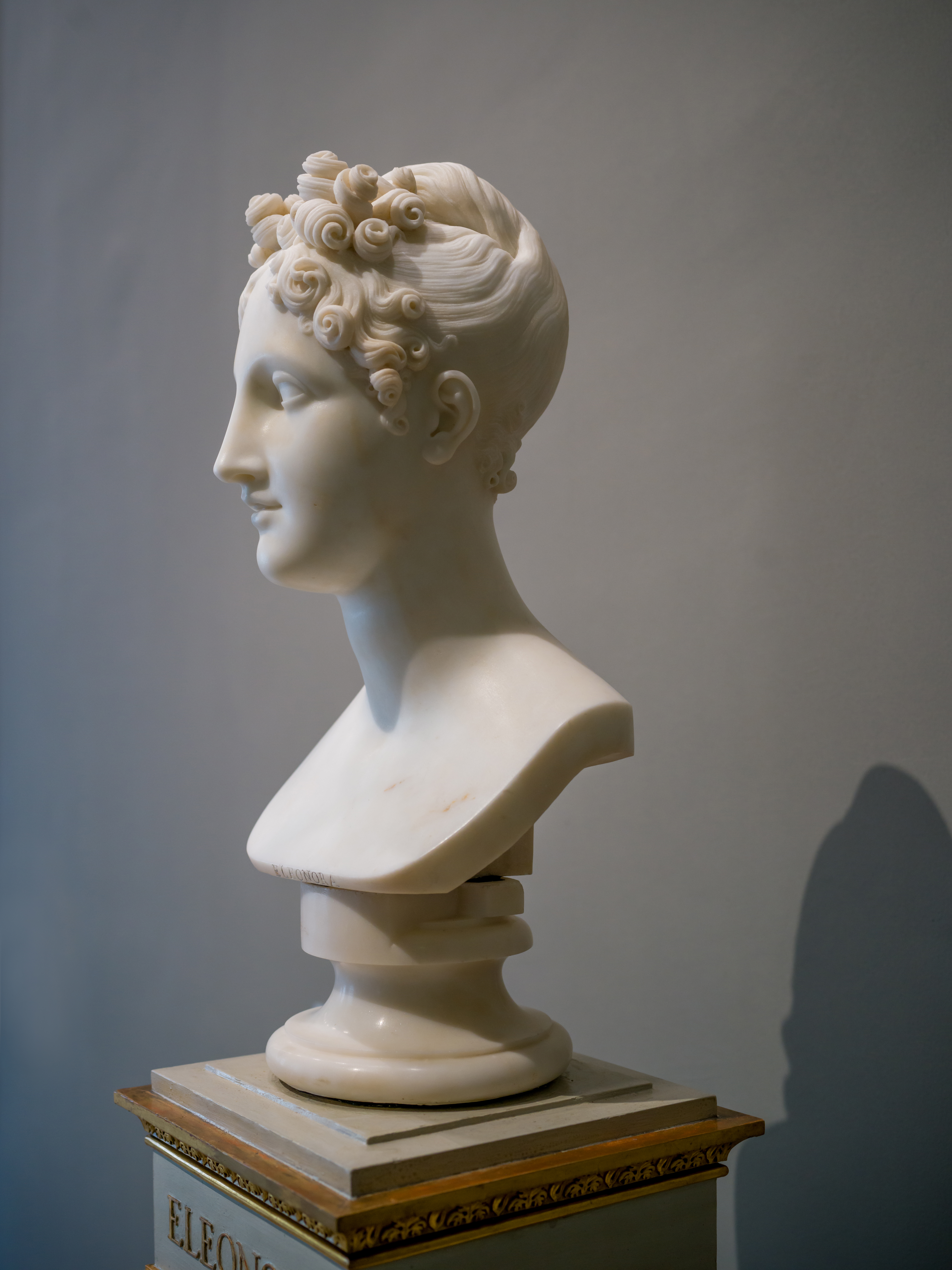
Busto di Eleonora d'Este di Antonio Canova.
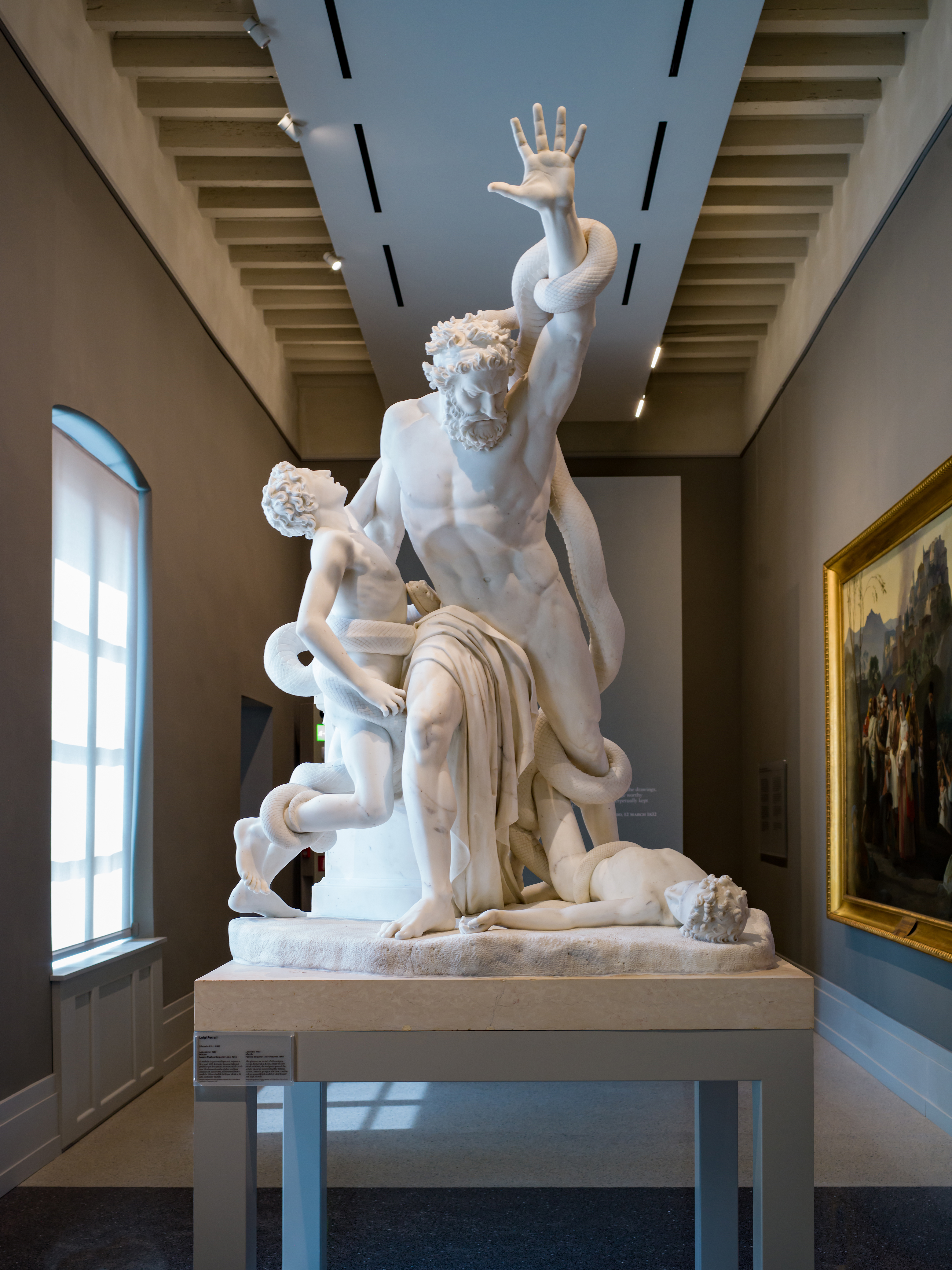
Laocoonte di Luigi Ferrari.
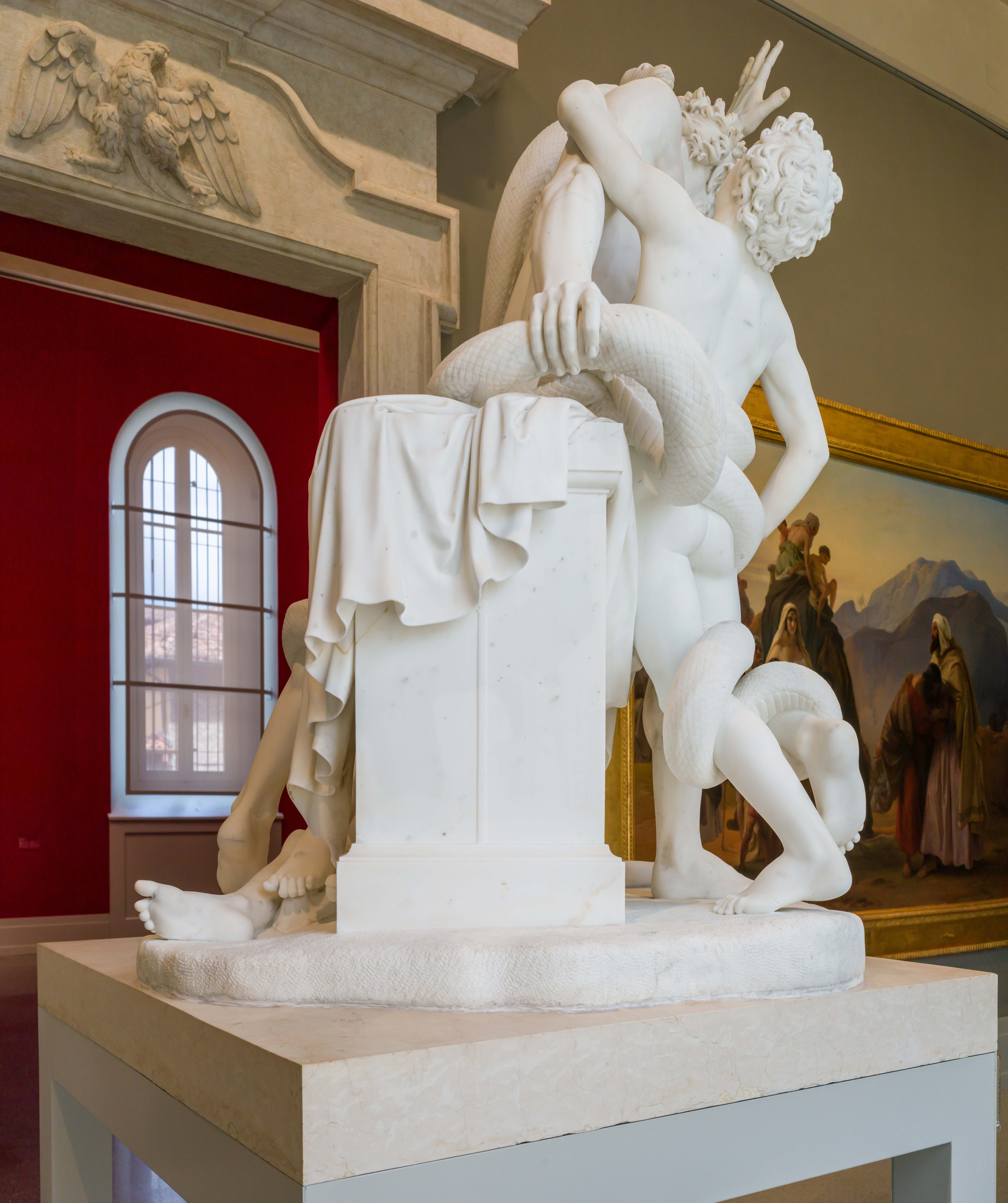
Laocoonte di Luigi Ferrari.
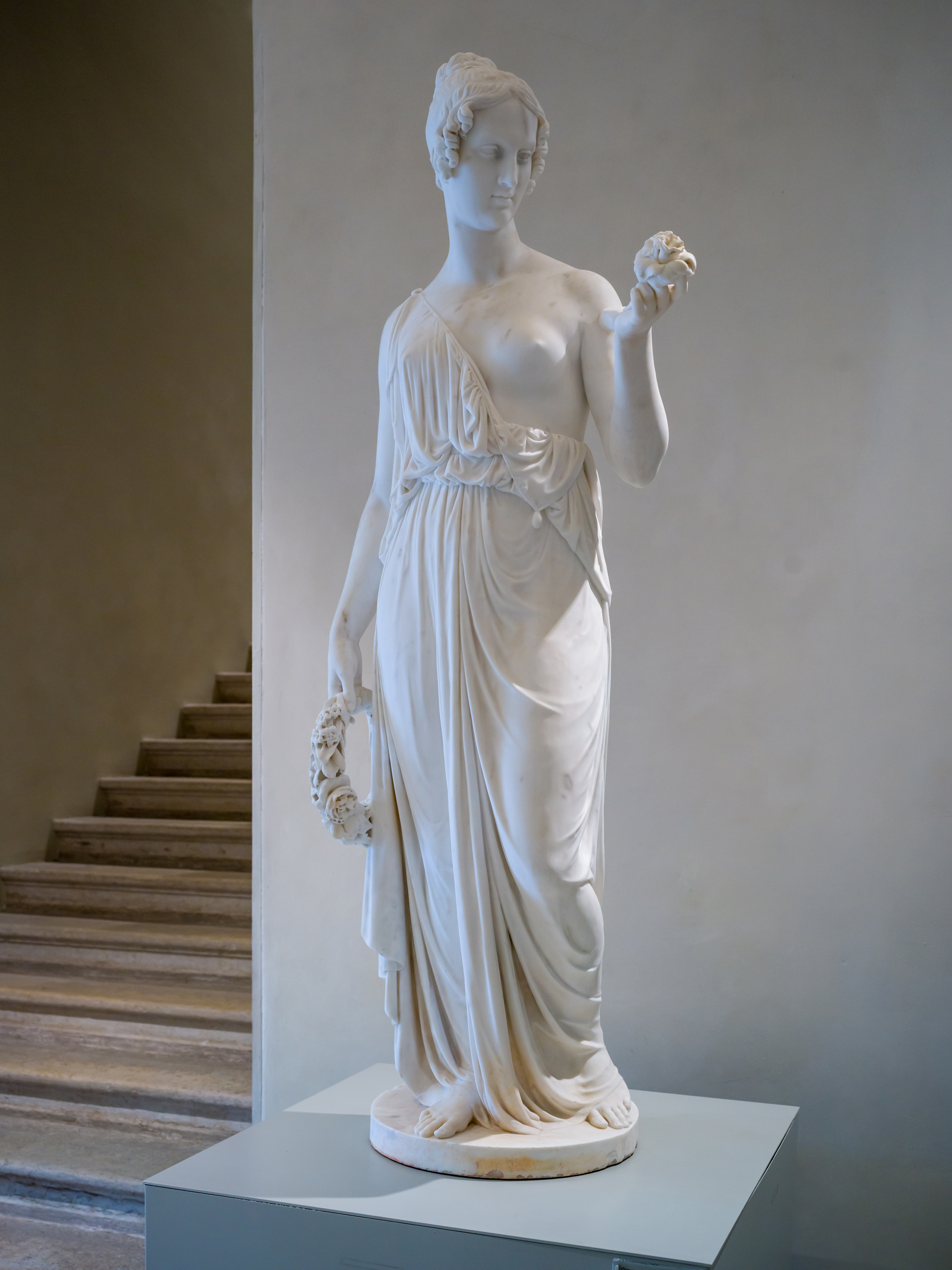
Statua di Camilla Lera Brozzoni di Giovanni Franceschetti.

### Sul soffitto dello scalone monumentale in uscita
Giuseppe Tortelli
- Convito di Baldassarre
- Cacciata di Eliodoro

## Opere contemporanee
- Figura di forme geometriche cilindriche (Kodra)

## Galleria d'immagini
Esterno

L'ingresso laterale del palazzo su via Martinengo da Barco
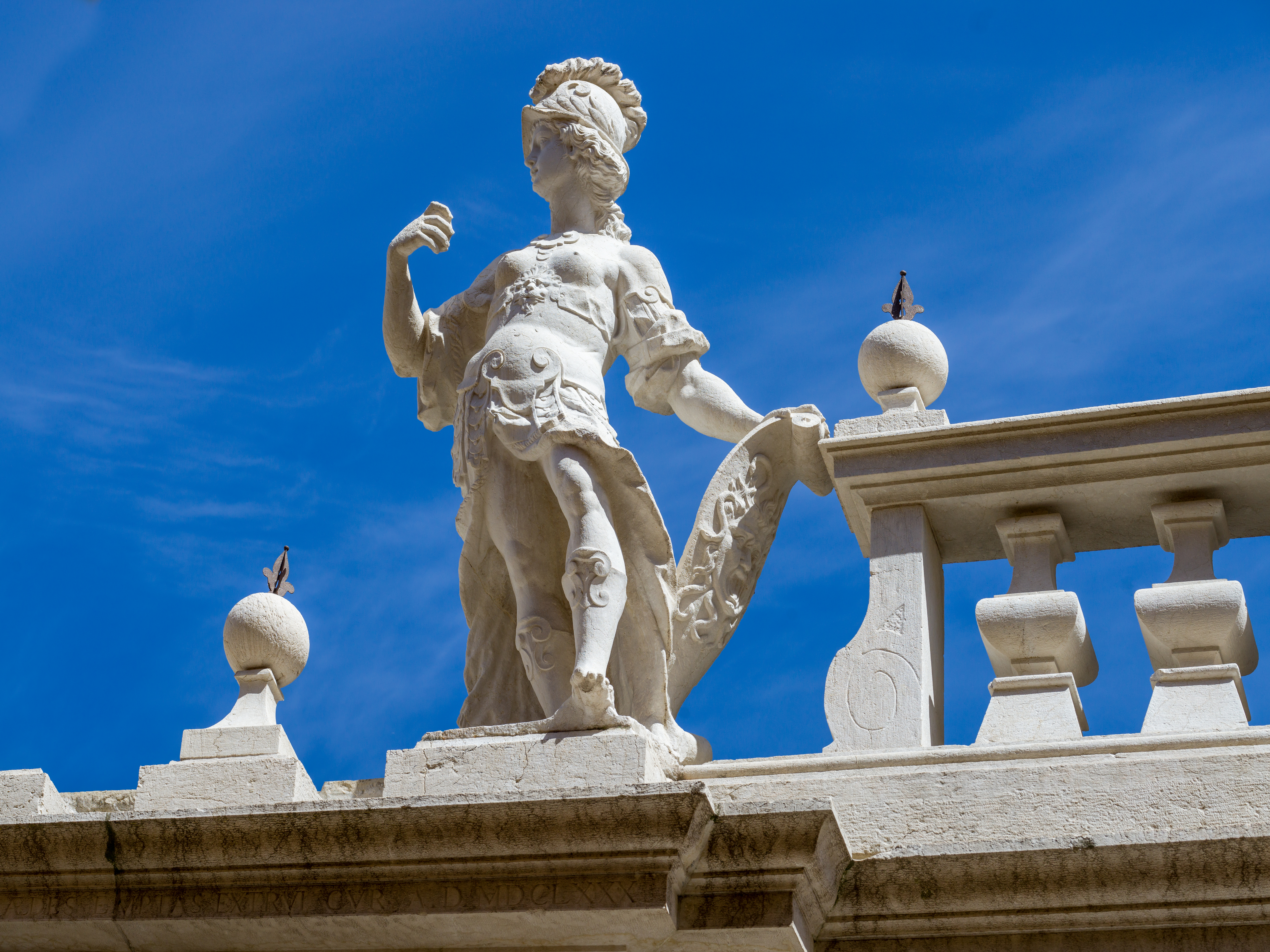
Statua di Minerva posta in sommità del portale
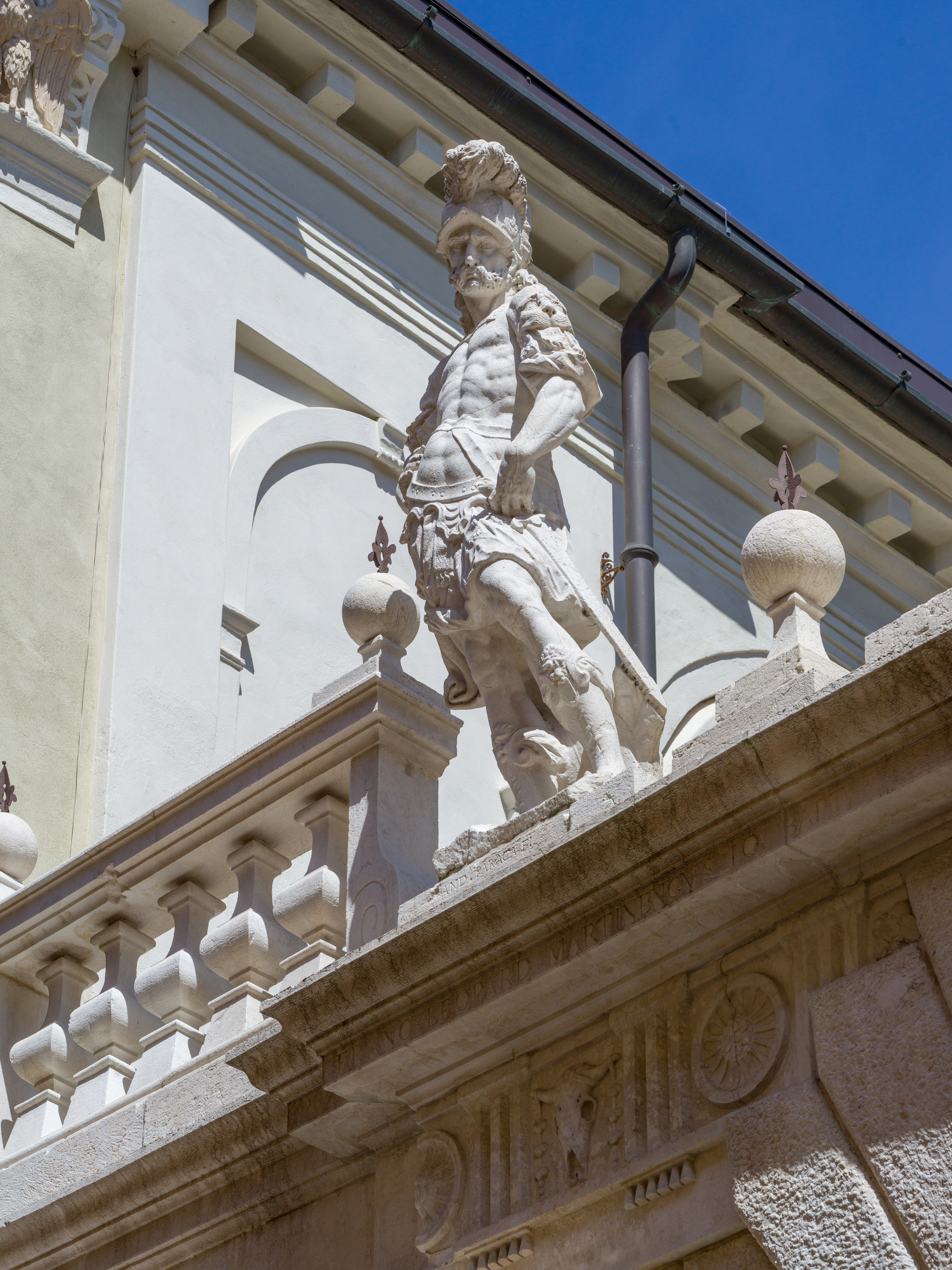
Statua di Marte